# アンリ・フネ
アンリ＝ジョゼフ・フネ（Henri-Joseph Fenet, 1919年6月11日 - 2002年9月14日）は、第二次世界大戦期フランスの軍人、ドイツ国（ナチス・ドイツ）の武装親衛隊フランス人義勇兵。ベルリン市街戦における武装親衛隊フランス人義勇兵部隊の指揮官を務め騎士鉄十字章を受章した。

## 概要
当初は1940年5月〜6月のフランスの戦いでドイツ軍と交戦したフランス陸軍第3植民地歩兵師団 (3ème DIC) の中尉であり、戦功十字章 (Croix de Guerre) を受章。1940年6月のフランス敗戦（休戦）後はヴィシー政権下フランス軍に所属し、1942年11月に除隊した後はヴィシー政権派民兵組織「フランス民兵団」の部隊長を務めた。
独ソ戦後期の1943年10月、ドイツ国の武装親衛隊へ志願入隊。1944年8月のガリツィアの戦いで第8フランスSS義勇突撃旅団第I大隊第3中隊長としてソビエト赤軍と交戦し、戦功によって二級鉄十字章を受章した。
第33SS所属武装擲弾兵師団「シャルルマーニュ」では第57SS所属武装擲弾兵連隊第I大隊長を務め、1945年2月下旬〜3月中旬のポメラニア戦線に従軍。3月初旬、ソビエト赤軍包囲下のケルリンから脱出する際に「シャルルマーニュ」師団最良の部隊で構成された「行進連隊第I大隊」(Ier Bataillon / Régiment de Marche) を指揮し、大隊を赤軍の包囲網からほぼ無傷で脱出させた功績によって1945年3月6日付で一級鉄十字章を受章。その後の3月中旬、撤退路であるバルト海沿岸部の都市ディフェノ（Dievenow、現ジブヌフ (Dziwnów)）に陣取る赤軍部隊を突破し、大隊の生存者多数と共にドイツ北部地域への撤退に成功した。
独ソ戦の最終局面である1945年4月末、「シャルルマーニュ」師団の生存者の中で戦闘継続を希望した約300名の将兵で構成された「フランスSS突撃大隊」 の大隊長としてベルリン市街戦で奮戦し、1945年4月29日、ドイツ国最後の騎士鉄十字章受章者の1人となった。最終階級はSS義勇大尉。
終戦後はソビエトの捕虜収容所から脱走しフランスに帰国するものの逮捕され、対独協力者として懲役20年の判決を受ける。恩赦により1949年12月に釈放されると、経営者として生き、2002年に83歳で亡くなった。

## 第二次世界大戦初期〜後期

### フランス軍時代
1919年6月11日、アンリ・フネは第三共和制時代フランス共和国アン県セーゼリア (Ceyzériat) に生まれた。父親は地元の役所に勤めていた。
フネは幼少期をアン県の県庁所在地ブール＝カン＝ブレスで過ごし、1937年、大学進学に伴いパリへ移住。第二次世界大戦が勃発した時のフネはパリ第4大学（ソルボンヌ）の高等師範学校文科受験準備学級の学生 (khâgneux) であったが、1939年9月29日、ためらうことなくフランス軍へ志願入隊した。軍務に就くことによってフネは学業を放棄した（大学を中退した）が後悔は無かった。
サン・シール陸軍士官学校入学後にフネは士官候補生となり、間もなくフランス陸軍第3植民地歩兵師団司令部付対戦車砲兵中隊 (La batterie divisionnaire antichar de la 3ème Division d'Infanterie Coloniale (3ème DIC)) に配属された。
1940年5月から6月の間、フランス陸軍中尉アンリ・フネはフランスの戦いでドイツ軍と激戦を繰り広げた際に2度負傷し、その勇敢さを讃えられて戦功十字章 (Croix de Guerre) を受章した。この時、フネの兄弟ジャン・フネ (Jean Fenet) はフランスの戦いの序盤で戦死していた。

### ヴィシー政権軍からフランス民兵団へ

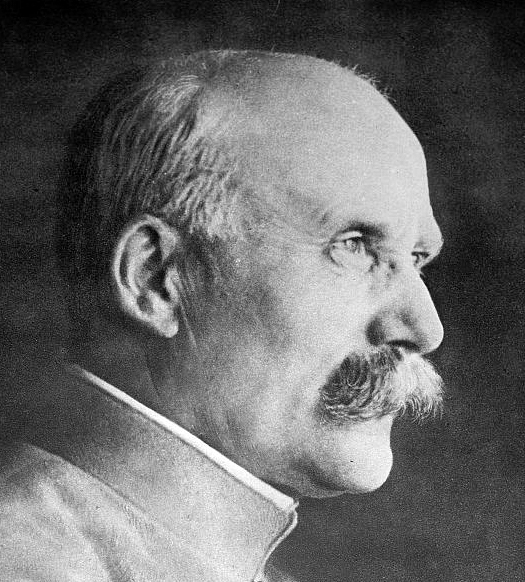
フィリップ・ペタン元帥

1940年6月のフランス敗戦（休戦）後、フネは敗北の責任がある腐敗した政治家と耄碌した将軍らに対して屈辱と怒りの感情を抱き、パリから三色旗が消え鉤十字がはためく様を「まるで強姦されたようだった」と想いイギリスに渡る（シャルル・ド・ゴールの「自由フランス」に参加する）ことを一時考えた。しかし、先の戦争（1914年〜1918年の大戦）の「ヴェルダンの英雄」ペタン元帥 (le maréchal Pétain, « vainqueur de Verdun ») の言葉に心を動かされたフネはペタン元帥を信じ、ヴィシー政権の方を選んだ。
ヴィシー政権軍（Armée d'armistice：ヴィシー政権下のフランス軍）に改めて入隊した後、フネはアフリカ（フランス領西アフリカ）のモーリタニアに配属され、セネガル狙撃兵（Tirailleurs sénégalais：1958年以前のフランス陸軍植民地歩兵の一種、セネガル兵）1個小隊の指揮を委ねられた。この時、フネは純潔さと冒険心を渇望していたが、ドイツ陸軍の指揮下で東部戦線に従軍中の「反共フランス義勇軍団」（LVF：ドイツ陸軍第638歩兵連隊）や、ヴィシー政権の公式な義勇兵組織「三色旗軍団」(La Légion Tricolore) へ入隊する気は無かった（フネ自身によると、これらの組織は古いフランス軍の欠陥をすべて含んでいたからという）。
1942年秋、フネがフランス本土に戻ってから間もなく連合軍が北アフリカに上陸し（トーチ作戦）、フランス占領ドイツ軍がヴィシー政権の支配地域である「自由地区」（南フランス）に侵入した（アントン作戦）。さらにドイツ軍は1942年11月27日にヴィシー政権軍を解散させたため、11月29日、フネは除隊して故郷のアン県に帰った。
帰郷後のある日、フネは父親からヴィシー政権派民兵組織「戦士団保安隊」(Service d'Ordre Légionnaire (SOL)) の地元の支部長である元フランス軍少佐が会議を催し、そこでアンリ（フネ）と会うことを望んでいると伝えられた。フネは会議には参加しなかったものの、別の場でこの退役少佐と会見した。退役少佐はフネに対し次のように述べた。
これと同意見であったフネは戦士団保安隊へ入隊し、やがて戦士団保安隊が1943年1月30日に「フランス民兵団」 (Milice Française) と改称されると、フネはフランス民兵団アン県部隊長 (chef départemental de l'Ain) となった。
1943年初旬、スターリングラードでドイツ軍がソビエト赤軍に敗北した（スターリングラード攻防戦）後、フネは自分がフランス国内で何の目的も無しに生活していることに気付いた。この頃、フネは「世界の敵」と戦い、ヨーロッパをソビエト連邦の侵攻から守ることが使命であると考えるようになっていた。当時の心境をフネは次のように述懐している。
1943年7月22日、当時のフランス国（ヴィシー政権）首相ピエール・ラヴァル (Pierre Laval) は、「反ボルシェヴィズム（反共）組織への志願・勤務に関する法律」(« LOI n°428 du 22 juillet 1943 relative aux engagements volontaires dans les formations antibolchevistes ») を国会で可決させた。ドイツ占領下フランス政府が制定・公布したこの法律によって、フランス国民（フランス人）のうち、フランス以外の場所で共産主義（ソビエト連邦）の軍勢と戦うことを志願した者はドイツ国の武装親衛隊 (Waffen-SS) へ公式に入隊できるようになった。

### 1943年10月　武装親衛隊への入隊
1943年10月初旬、フランス民兵団指導者ジョゼフ・ダルナン (Joseph Darnand) は民兵団の幹部数名を伴い、ベルリンの親衛隊本部長ゴットロープ・ベルガーSS大将（SS-Ogruf. Gottlob Berger：SS隊員（一般SS、武装SS、武装SS外国人義勇兵）募集活動の総責任者）と初めて会見した。そしてこの会談の結果、ドイツ側がフランス民兵団に武器を提供する代わりに、フランス民兵団が武装親衛隊フランス人義勇兵部隊へ人員を提供する運びとなった。
ベルガーとの会談の後、フランスに戻ったダルナンが一般の民兵団員と民兵団部隊長（chef：将校格の民兵団員）の中から武装親衛隊に所属してソビエト連邦と戦うことを望む者を募ったところ、予想より多くの志願者が集まった。このうち、志願した部隊長全員に許可を出すとフランス国内での民兵団の活動に支障が出るため、ダルナンは武装親衛隊へ入隊させる部隊長の人数を制限した（ベルガーとの会談前に既に武装親衛隊へ入隊していた者も含め、ダルナンは最終的に次の民兵団部隊長を武装親衛隊へ入隊させた）。

| - ジャン・アルテュ (Jean Artus) - イヴァン・バルトロメイ (Ivan Bartolomei) - ピエール・ボンヌフォア (Pierre Bonnefoy) - エミリアン・ボワイエ (Émilien Boyer) - ピエール・カンス (Pierre Cance) - ピエール・クレパン (Pierre Crespin) - アンリ・フネ (Henri Fenet) - レオン・ゴーティエ (Léon Gaultier) | - ジャック＝フラヴィアン・ド・ラファイエ (Jacques-Flavien de Lafaye) - フルク・ド・ラランティ＝トロザン (Foulques de Lareinty-Tholozan) - マルセル・ルフェーヴル (Marcel Lefèvre) - ジャック・マソ (Jacques Massot) - ポール・ピニャール＝ベルテ (Paul Pignard-Berthet) - アルベール・プジェ (Albert Pouget) - ノエル・ド・ティソ (Noël de Tissot) |

1943年10月18日、アンリ・フネは武装親衛隊へ志願入隊した。

## 1944年1月〜3月　バート・テルツSS士官学校
フランス国（ヴィシー政権）が1943年7月下旬に制定・公布した法律によってフランス人が武装親衛隊へ志願入隊することが公認された後、フランス人義勇兵の訓練は同年9月30日からアルザスのゼンハイム親衛隊訓練施設 (SS-Ausbildungslager Sennheim) で行われていた。
10月18日に入隊したアンリ・フネとその他の民兵団部隊長もゼンハイムで他の新兵と同じく訓練に従事したが、フネを含む20名以上のフランス人義勇兵は間もなく士官候補生として選抜され、1944年1月からミュンヘン南部のバート・テルツSS士官学校 (SS-Junkerschule Bad Tölz) で「フランス人将校用特別課程第1期」(1. Sonderlehrgang für französische Offiziere) を履修した。
バート・テルツSS士官学校において、フランス人士官候補生たちは武装親衛隊の灰色の制服に初めて袖を通した。フランス人士官候補生たちのほとんどは元フランス軍人であったため、祖国フランスを屈服させた宿敵ドイツの軍服を着る際に「少しも笑っていなかった」が、フネ（元フランス陸軍中尉）にとってはドイツの軍服を着ることについて特に問題は無かった。フネの言によると、「ソビエト連邦と戦うことが可能な軍服は他に無かった。悲惨な戦争中にあれこれ考えている暇は無かった」という。
フネはフランス人士官候補生の1人として1944年1月10日から3月4日までバート・テルツSS士官学校に在籍した。バート・テルツSS士官学校でフランス人士官候補生はドイツ人将校の指導の下、国家社会主義（ナチズム）の政治教育・世界観 (Weltanschauung) 教育を受けた。過酷な体育の合間の休息として座学を歓迎していたフランス人士官候補生たちの多くは授業内容に若干驚きつつも、「国家社会主義の敵」が何であるかを明確に叩き込まれた。
| - 共産主義 - 平等主義 | - 資本主義 - 複数政党制民主主義 | - フリーメイソン - ユダヤ教 | - キリスト教 |

フランス人士官候補生がバート・テルツSS士官学校を卒業する際（もしくは卒業後すぐに）、かつてフランス軍将校であった者には当時の階級に等しいSSの階級が与えられた。アンリ・フネは1944年3月10日付でひとまずSS義勇少尉 (SS-Frw. Untersturmführer) に任官したが、1944年4月1日付で（フランス陸軍時代の階級に等しい）SS義勇中尉 (SS-Frw. Obersturmführer) の階級に昇進した。

## 1944年春〜夏　フランスSS義勇突撃旅団
1944年3月下旬から4月初旬にかけて、武装親衛隊フランス人義勇兵部隊は「フランスSS義勇突撃旅団」(Französische SS-Freiwilligen-Sturmbrigade) という名称の1個突撃旅団として編成が開始された。この時、アンリ・フネSS義勇中尉は同突撃旅団の第3中隊の指揮を委ねられた。
1944年4月初旬、編成中の突撃旅団はチェコのベネシャウ（Beneschau、チェコ語表記ベネショフ (Benešov)）にあるベーメンSS演習場 (SS-Truppenübungsplatz Böhmen) に移動した。ここで突撃旅団はベネシャウから数キロメートル離れた位置にあるネトヴォルシッツ（Networschitz、チェコ語表記ネトヴォジツェ (Netvořice)）の村に集結し、ゼンハイム親衛隊訓練施設から新たに到着した兵を合わせて旅団将兵の数は1,000名超となった。この時期のフランスSS義勇突撃旅団（Französische SS-Freiwilligen-Sturmbrigade：1944年7月に第8フランスSS義勇突撃旅団と改称）の編成は次の通り。
| フランスSS義勇突撃旅団 (Französische SS-Freiwilligen-Sturmbrigade)：1944年4月（訓練期間） チェコ 旅団長 ポール＝マリ・ガモリィ＝デュブルドSS義勇少佐 (SS-Frw. Stubaf. Paul-Marie Gamory-Dubourdeau) - 第1中隊（擲弾兵）※ アンリ・モーデュイSS義勇中尉 (SS-Frw. Ostuf. Henri Maudhuit) - 第2中隊（擲弾兵）※ ジャン・アルテュSS義勇中尉 (SS-Frw. Ostuf. Jean Artus) - 第3中隊（擲弾兵）※ アンリ・フネSS義勇中尉 (SS-Frw. Ostuf. Henri Fenet) - 第4中隊（機関銃・迫撃砲） ピエール・ミシェルSS義勇中尉 (SS-Frw. Ostuf. Pierre Michel) - 第5中隊（対戦車砲） ポール・プレベSS義勇中尉 (SS-Frw. Ostuf. Paul Pleyber) ※擲弾兵中隊…フランスSS義勇突撃旅団の擲弾兵（歩兵）中隊の人員はいずれも200名以上。 |

フランスSS義勇突撃旅団第3中隊長として勤務中のある日、フネは実弾演習の際に危うく死ぬような経験をした。実戦を模して敵役・味方役に分かれた演習の最中、フネの部隊が指揮所として使用している農家に敵役の部隊が襲いかかった時、銃弾がフネの帽子の髑髏徽章を貫通した が、（奇跡的に）フネ自身の頭部には命中しなかった。

## 1944年8月　ガリツィアの戦い

### 1944年夏の東部戦線南部の状況

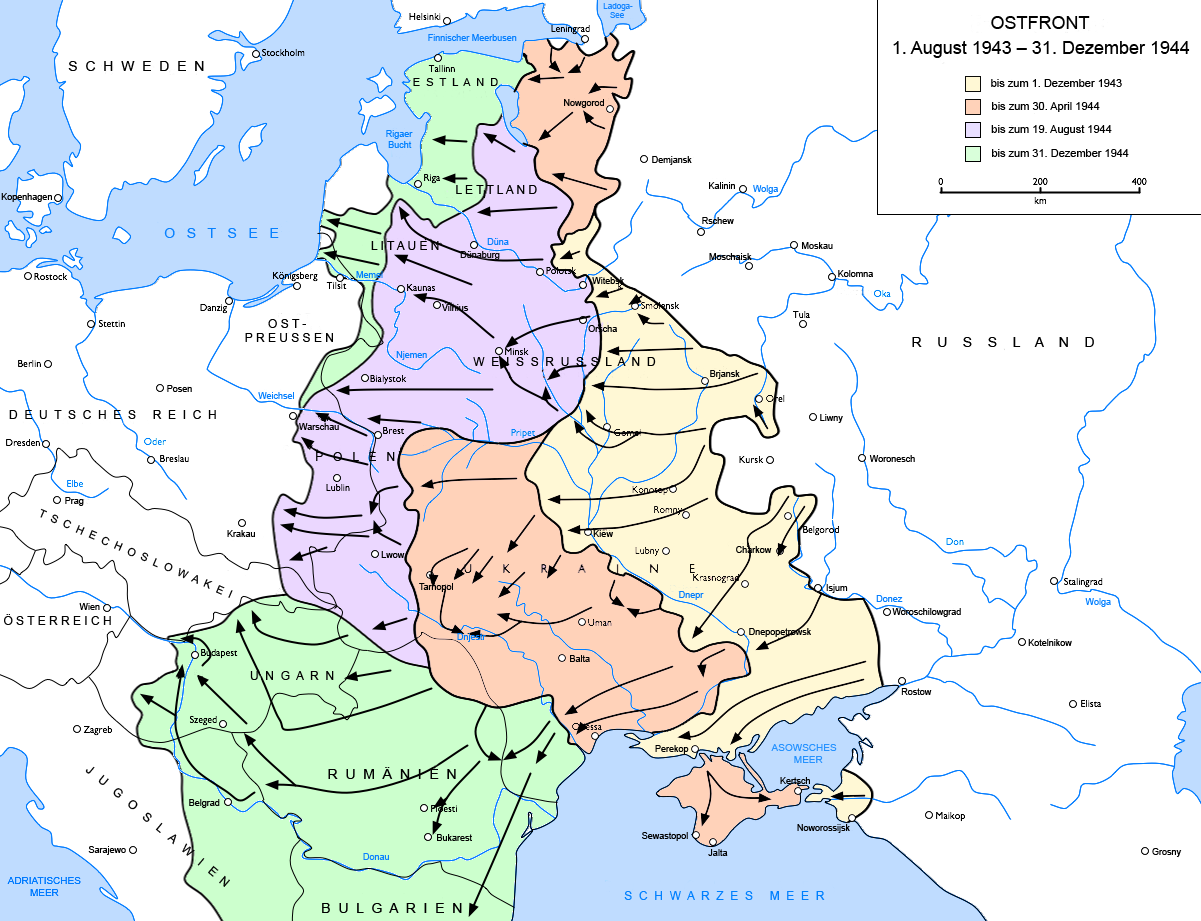
独ソ戦後期（1943年8月〜1944年12月）の東部戦線の状況

1944年6月22日、ソビエト赤軍はバグラチオン作戦を発動し、東部戦線の南北全域におけるドイツ軍への大攻勢を開始した。7月13日にはソビエト第1白ロシア戦線と第1ウクライナ戦線の攻撃によってドイツ陸軍北ウクライナ軍集団 (Heeresgruppe Nordukraine) の戦線が危機に陥った。
これによって、アンリ・フネSS義勇中尉が所属する第8フランスSS義勇突撃旅団はウクライナ〜ポーランド国境のガリツィア地方へ派遣可能な1個戦闘団を編成するよう命じられ、ピエール・カンスSS義勇大尉 (SS-Frw. Hstuf. Pierre Cance) 麾下の第I大隊に対戦車砲小隊などを付属した戦闘団を緊急編成した。
7月30日、約1,000名の将兵から成る第8フランスSS義勇突撃旅団第I大隊は駐屯地ベネシャウの鉄道駅から列車に乗り込み、東部戦線へ出発した。

### サノク戦区における「ホルスト・ヴェッセル」師団との合流
1944年8月5日、第8フランスSS義勇突撃旅団第I大隊はポーランド南東部（ガリツィア地方）の街トゥルカ (Turka) へ到着し、数日後には最前線のサノク (Sanok) でソビエト赤軍と交戦中の第18SS義勇装甲擲弾兵師団「ホルスト・ヴェッセル」(18. SS-Freiw.Pz.Gren.Div. „Horst Wessel“) と合流した。
「ホルスト・ヴェッセル」師団長アウグスト＝ヴィルヘルム・トラバントSS上級大佐 (SS-Obf. August-Wilhelm Trabandt) から戦況を説明されたフランス人義勇兵たちは直ちに展開し、アンリ・フネSS義勇中尉の第3中隊が先陣を務めることとなった。この時の第8フランスSS義勇突撃旅団第I大隊の編成は次の通り。
| 第8フランスSS義勇突撃旅団第I大隊 (Ier bataillon / 8. Französische-SS-Freiwilligen-Sturmbrigade)：1944年8月 ガリツィアの戦い 大隊長 ピエール・カンスSS義勇大尉 (SS-Frw. Hstuf. Pierre Cance) - 第1中隊 ノエル・ド・ティソSS義勇中尉 (SS-Frw. Ostuf. Noël de Tissot) - 第2中隊 レオン・ゴーティエSS義勇少尉 (SS-Frw. Ustuf. Léon Gaultier) → イヴァン・バルトロメイSS義勇少尉 (SS-Frw. Ustuf. Ivan Bartolomei) - 第3中隊 アンリ・フネSS義勇中尉 (SS-Frw. Ostuf. Henri Fenet) - 第5中隊 ポール・プレベSS義勇中尉 (SS-Frw. Ostuf. Paul Pleyber) - 対戦車砲小隊 アンリ・クライスSS義勇連隊付上級士官候補生 (SS-Frw. StdObJu. Henri Kreis) - 戦車破壊班 アベル・シャピィSS義勇連隊付上級士官候補生 (SS-Frw. StdObJu. Abel Chapy) 第8フランスSS義勇突撃旅団第I大隊第3中隊 (3ème compagnie / Ier bataillon / 8. Französische-SS-Freiwilligen-Sturmbrigade)：1944年8月 ガリツィア・サノク戦区 中隊長 アンリ・フネSS義勇中尉 (SS-Frw. Ostuf. Henri Fenet) - - 第1小隊長 ロベール・ランベールSS義勇少尉 (SS-Frw. Ustuf. Robert Lambert)（〜8月16日）→ マックス・キカンポアSS義勇伍長 (SS-Frw. Uscha. Max Quiquempoix) - 第2小隊長 ロベール・ランベールSS義勇少尉 (SS-Frw. Ustuf. Robert Lambert)（時期不明） - 第3小隊長 ポール・デルサールSS義勇伍長 (SS-Frw. Uscha. Paul Delsart) - 第4小隊長 シャルル・ラシェSS義勇連隊付上級士官候補生 (SS-Frw. StdObJu. Charles Laschett) - 補佐 ピエール・クーヴルSS義勇曹長 (SS-Frw. Oscha. Pierre Couvreur) |

第3中隊の行動開始は8月9日とされ、それまでにフネはパンツァーファウスト（携帯対戦車擲弾発射器）の安全な使用法を兵に教えておくよう下士官に頼んだ。パンツァーファウスト使用練習中に近隣のドイツ陸軍部隊がネーベルヴェルファー（多連装ロケットランチャー）で前線への砲撃を開始した時、それまでネーベルヴェルファー独特の発射音を聞いたことがなかった武装親衛隊フランス人義勇兵たちが何事かと驚いて地面に伏せるという一幕もあった。
1944年8月9日午後、左側面の友軍部隊と連絡を取るように命じられたフネの第3中隊は前進を開始した。その途中で彼らは遮蔽物が一切無い野原に進んで赤軍の銃撃と迫撃砲攻撃を受けたが、フネと彼の兵は訓練の様にジグザグ走行で突き進み、軽傷者2名というごくわずかな損害だけで前進に成功した。
左側面の友軍部隊と連絡をつけたフネは周囲の状況を探るため、ロベール・ランベールSS義勇少尉率いる第1小隊の中から選んだ斥候を派遣した。やがて戻ってきた斥候の報告によると、周囲はその数を増やしている赤軍部隊で溢れているという。そして夜になり、フネはさらなる斥候を派遣した。
翌日の朝、近くの村を偵察していた第1小隊のジルベール・ドラットルSS義勇上等兵 (SS-Frw. Strmm. Gilbert Delattre) が村の塔の中の敵兵に狙撃され、第8フランスSS義勇突撃旅団最初の戦死者となった。狙撃兵の銃火が止んだ後に斥候隊が連れ帰ったドラットルの遺体は第1小隊長ランベールSS義勇少尉 によって埋葬された。
この頃、フネの第3中隊のみならず第8フランスSS義勇突撃旅団第I大隊の全部隊が前線に入っており、彼らは行く先々の村で赤軍と神出鬼没のパルチザンの脅威にさらされていた。
8月12日、「ホルスト・ヴェッセル」師団第40SS装甲擲弾兵連隊長エルンスト・シェーファーSS少佐 (SS-Stubaf. Ernst Schäfer) 率いる「シェーファー」戦闘団 (Kampfgruppe „Schäfer“) と第8フランスSS義勇突撃旅団第I大隊は、クラクフ〜サノク間の鉄道線路に沿った敵戦線への攻撃を開始した。この時、フネの第3中隊は第I大隊の右側面および「シェーファー」戦闘団の左側面の援護を委ねられた。友軍部隊の援護のために前進して布陣することは敵の榴弾砲および迫撃砲の攻撃を受けることを意味していたが、フネの第3中隊は屈することなく友軍の援護射撃を継続した。そして同日、第8フランスSS義勇突撃旅団第I大隊は「ホルスト・ヴェッセル」師団の特報および国防軍軍報 (Wehrmachtbericht) にその名が記載された。しかし、8月16日にはサノク戦区が赤軍に包囲されたため、第8フランスSS義勇突撃旅団第I大隊および他のSS部隊は後方のドイツ国防軍戦区まで後退した。

### ミエレツ戦区
1944年8月17日もしくは19日、第8フランスSS義勇突撃旅団第I大隊はサノクから約100キロメートル北西に位置するミエレツ (Mielec) 戦区へ車輌輸送され、再び「シェーファー」戦闘団の指揮下に置かれた。
8月20日から21日にかけての夜、アンリ・フネSS義勇中尉の第3中隊は親衛赤軍1個歩兵大隊の攻撃を受けた。第3中隊は敵の第一波を白兵戦の末に撃退したが、その後すぐに赤軍の迫撃砲と対戦車砲による猛烈な砲撃が開始された。この攻撃に直面したシャルル・ラシェSS義勇連隊付上級士官候補生 (SS-Frw. StdObJu. Charles Laschett) の小隊はフネから後退許可を得、マックス・キカンポアSS義勇伍長 (SS-Frw. Uscha. Max Quiquempoix) の小隊と合流した。しかし、キカンポアの小隊は度重なる白兵戦で消耗し、大隊長ピエール・カンスSS義勇大尉の大隊本部まで退却した。ラシェの小隊は熾烈な防衛戦闘を繰り広げたが、21日の夜明けまでに赤軍に包囲され、自力での脱出は不可能となった。
包囲されたラシェの小隊を救出するための最初の試みは第3中隊本部要員リュシアン・アンヌカールSS義勇伍長 (SS-Frw. Uscha. Lucien Hennecart) の部隊によって行われたが、この攻撃は撃退されてしまった。中隊長であるフネはその後も3度に渡ってラシェの小隊の救出を試みたが、いずれも損害を伴ってソビエト赤軍に撃退された。そして、激戦の末に弾薬が尽きたラシェの小隊の生存者は赤軍に降伏した。
21日正午、フネは中隊の生存者に「後退してモクレ村（Mokre：デンビツァ (Dębica) から約10キロメートル北に位置する村）まで突破せよ」と命じた。今やフネと行動を共にする第3中隊の生存者は50名以下にまで減少しており、さらにフネは生存者の足手まといになりたくないと望んだ数多くの重傷者を置き去りにせねばならなかった（この時点で第8フランスSS義勇突撃旅団第I大隊の他の中隊も戦闘可能人員は50名前後にまで減少していた）。
21日夜、大隊長ピエール・カンスSS義勇大尉は中隊長を集め、「ホルスト・ヴェッセル」師団から受け取った命令を伝達した。それによるとフランス大隊は新たな陣地を確保し、赤軍の進撃を食い止めねばならなかった。この時、フネは散り散りになった第3中隊の将兵が集まるまで陣地で待機せよと命じられた。
8月22日午前、フネは第3中隊の将兵が集まるのを未だに待っていたが、その時にドイツ国防軍兵士の一団と合流した。フネもこのドイツ兵たちも上級部隊との連絡を失っているという点で似ており、彼らは波のごとく押し寄せる赤軍に対して共に立ち向かった。
しかし衆寡敵せず、同日午後1時にフネとこのドイツ兵たちはデンビツァ (Dębica) 南部の小さな町まで後退した。彼らは赤軍の車列が道路を通り過ぎる度に身を隠していたが、しばらくするとドイツ軍の車列が近づいてきたため、彼らは路上に姿を現してその車列に乗せてもらった（この時、2日2晩も不眠不休で戦い続けてきたフネはすさまじい疲労感に襲われ、眠りに落ちた）。
やがてフネ一行を乗せた車列はデンビツァに到着し、フネは武装親衛隊やドイツ国防軍、野戦憲兵の将兵をかき集めた混成部隊「ムラー」戦闘団 (Kampfgruppe „Muller“) に編入された。同戦闘団の歩兵・機関銃手・工兵の指揮官としてフネはデンビツァ防衛戦に参加したが、榴散弾の破片によって肩に傷を負い、（後送を拒否したにもかかわらず）治療のため後送された。フネが去った後の第3中隊の指揮はアベル・シャピィSS義勇連隊付上級士官候補生 (SS-Frw. StdObJu. Abel Chapy) が引き継いだ。こうして、フネにとってのガリツィアの戦いは終わったが、この戦いにおける功績を認められ、後の1944年9月21日にフネは二級鉄十字章と戦傷章黒章を受章した。
1944年9月1日、ガリツィアの戦いで消耗した第8フランスSS義勇突撃旅団第I大隊はタルヌフ (Tarnów) 鉄道駅を出発し、再編成のため旧ダンツィヒ回廊へ向かった。

## 1944年秋　SS所属武装擲弾兵旅団「シャルルマーニュ」
1944年9月5日、第8フランスSS義勇突撃旅団第I大隊の生存者約140名はシュヴォルニガッツ（Schwornigatz、現スボルネガチェ (Swornegacie) ）で第II大隊と合流した。これに負傷から回復した者も加わって約1,000〜1,100名の将兵 を有する第8フランスSS義勇突撃旅団は再編成に伴って解隊され、新設のフランス人義勇兵旅団（後の第33SS所属武装擲弾兵師団「シャルルマーニュ」）の基幹部隊の1つ「第57SS所属武装擲弾兵連隊」(Waffen-Grenadier-Regiment der SS 57) となった。
この頃、アンリ・フネはドイツのウルムに避難していたフランス民兵団指導者ジョゼフ・ダルナン（当時はジークマリンゲン亡命ヴィシー政権の閣僚の1人）と会見し、民兵団員の今後の予定などの問題について話し合っていた。その後、10月半ばにフネはシュヴォルニガッツに戻ったが、不在の間にフネは第57SS所属武装擲弾兵連隊第I大隊の指揮官に据えられていた。
ドイツ中央部レーン山地 (Rhön) にある演習場「ヴィルトフレッケン演習場」(Truppenübungsplatz Wildflecken) でSS所属武装擲弾兵旅団「シャルルマーニュ」が新年を迎えた後、1945年1月3日からアンリ・フネSS義勇中尉はドイツ北部メクレンブルク (Mecklenburg) のヒルシュベルク陸軍学校 (Heeresschule Hirschberg)で大隊指揮官としての教育を受けた。そして2月10日に卒業した後、フネは改めて第33SS所属武装擲弾兵師団「シャルルマーニュ」第57SS所属武装擲弾兵連隊第I大隊長に就任した。
| 第33SS所属武装擲弾兵師団「シャルルマーニュ」(フランス第1) (33. Waffen-Grenadier-Division der SS „Charlemagne“(französische Nr.1))：1945年2月 ヴィルトフレッケン演習場（東部戦線出発直前） 師団長 エドガール・ピュオ武装上級大佐 (W-Obf. Edgar Puaud) - - 師団司令部、司令部付諸部隊 - フランスSS部隊査察部 グスタフ・クルケンベルク（博士）SS少将 (SS-Brigf. Dr. Gustav Krukenberg) - 第57SS所属武装擲弾兵連隊 ヴィクトル・ド・ブルモン武装大尉 (W-Hstuf. Victor de Bourmont) - 第I大隊 アンリ・フネSS義勇中尉 (SS-Frw. Ostuf. Henri Fenet) - 第1中隊（擲弾兵） - 第2中隊（擲弾兵） - 第3中隊（擲弾兵） - 第4中隊（機関銃・迫撃砲） - 第II大隊 ルネ＝アンドレ・オービッツ武装大尉 (W-Hstuf. René-André Obitz) - 第5中隊（擲弾兵） - 第6中隊（擲弾兵） - 第7中隊（擲弾兵） - 第8中隊（機関銃・迫撃砲） - 連隊付火力支援部隊 - 第9中隊（歩兵砲） - 第10中隊（対戦車砲） - 第58SS所属武装擲弾兵連隊 エミール・レイボー武装少佐 (W-Stubaf. Émile Raybaud) - 第I大隊 エミール・モヌーズ武装大尉 (W-Hstuf. Émile Moneuse) - 第1中隊（擲弾兵） - 第2中隊（擲弾兵） - 第3中隊（擲弾兵） - 第4中隊（機関銃・迫撃砲） - 第II大隊 モーリス・ベレー武装大尉 (W-Hstuf. Maurice Berret) - 第5中隊（擲弾兵） - 第6中隊（擲弾兵） - 第7中隊（擲弾兵） - 第8中隊（機関銃・迫撃砲） - 連隊付火力支援部隊 - 第9中隊（歩兵砲） - 第10中隊（対戦車砲） - 第33SS所属武装戦車猟兵大隊 ジャン・ブデ＝グージ武装少佐 (W-Stubaf. Jean Boudet-Gheusi) - 対空砲・高射砲中隊 - 対戦車砲中隊 - 突撃砲中隊 - 護衛小隊（突撃砲随伴歩兵小隊） - 第33SS所属武装砲兵大隊 ジャン・アヴェット武装大尉 (W-Hstuf. Jean Havette) - 第1中隊（砲兵） - 第2中隊（砲兵） - 第3中隊（砲兵） |

## 1945年2月下旬　ポメラニア戦線

### 出発

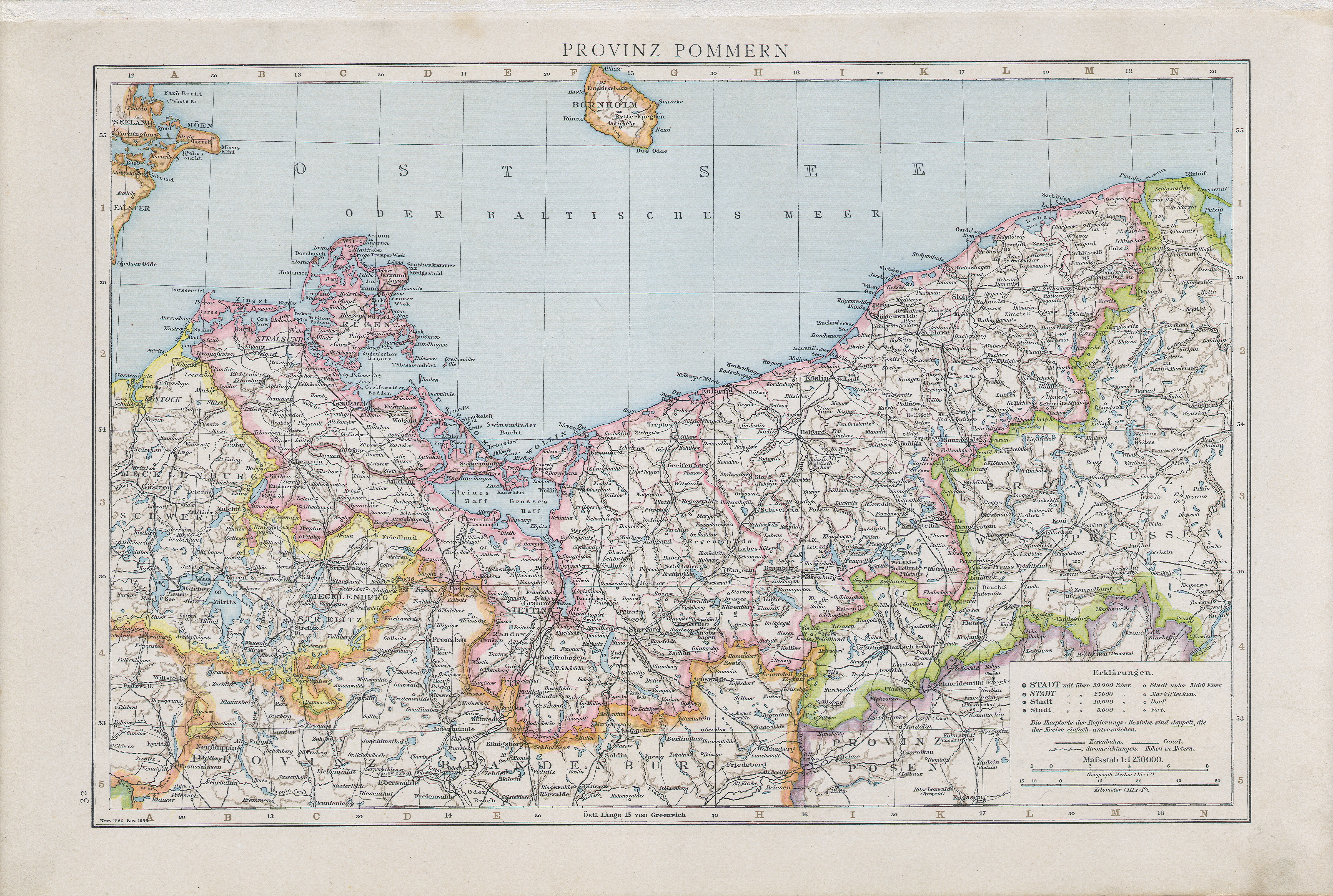
ポメラニア（ポンメルン）の地図（1890年代末、ドイツ製）

1945年2月17日午後2時頃、第33SS所属武装擲弾兵師団「シャルルマーニュ」の先遣隊はヴィルトフレッケン演習場近郊の街ブリュッケナウ (Brückenau) の鉄道駅から列車に乗り込み、東部戦線のポメラニア（ポーランド北西部）に向けて出発した。以降、数日間に渡って「シャルルマーニュ」師団の各部隊は出発準備の整った部隊から列車に乗り込み、アンリ・フネSS義勇中尉の第57SS所属武装擲弾兵連隊第I大隊は2月18日に出発した。
2月22日、師団の先遣隊がポメラニアのハマーシュタイン（Hammerstein、現ツァルネ (Czarne)）鉄道駅に到着した。そして、先遣隊に続いて到着した列車に乗っていたフネの第57SS所属武装擲弾兵連隊第I大隊の一部（第3・第4中隊）もポメラニア戦線に降り立った。
ハマーシュタインをポメラニア戦線における最初の拠点とした「シャルルマーニュ」師団が戦闘準備を進めている間の2月23日正午、師団に警報が飛んだ。これを受けたフネの第I大隊（第1・第3・第4中隊）はハマーシュタイン南東部の数キロメートルにおよぶ地点を確保し、他部隊の車列の援護役を務めた。

### 2月24日　ハインリヒスヴァルデの戦い

#### 進軍
1945年2月24日、アンリ・フネSS義勇中尉の第57SS所属武装擲弾兵連隊第I大隊に対し、「シャルルマーニュ」師団司令部から「ハインリヒスヴァルデ村の背後に展開して防御体勢をとり、（ソビエト赤軍の来襲が予想される）南東部に備えよ」との命令が通達された。
ハインリヒスヴァルデ（Heinrichswalde、現ウニエフフ (Uniechów)）の村はハマーシュタインから約12キロメートル南東に位置しており、そこに通じる主な道は1本の未舗装の道路であった。2月24日午後1時にフネの第I大隊はハマーシュタインからハインリヒスヴァルデに向けて進軍を開始したが、その道路は最近の雪解けによって泥沼と化していた。
大隊の重装備と弾薬を輸送する車輌は泥にはまって身動きがとれなくなり、10名ほどの兵士が車を後ろから押してようやく進ませていた。その横では荷車を引く馬が泥をかきわけるようにして進み、何名かの将兵は膝の位置まで沈むほど深い泥に足をとられていた。これらに加え、ソビエト赤軍から逃げる難民の集団を通過させるために大隊の進軍は遅々として進まなかった。
2月24日午後5時、第I大隊の先鋒を務めるギイ・クーニルSS義勇少尉 (SS-Frw. Ustuf. Guy Counil) の第3中隊がハインリヒスヴァルデの村に接近したが、既に村は赤軍によって占領されていた。フネはクーニルの第3中隊に攻撃を命じたものの、第3中隊の攻撃は失敗に終わった。クーニルの報告によると、ハインリヒスヴァルデ村は1個大隊規模の赤軍部隊によって頑強に守られているという。そのため、フネは大隊全体による攻撃を開始する前に大隊の中隊全てが集結するまで待機した。
2月24日夜（午後7時前）、第I大隊の中で最も遅くポメラニア戦線に到着した第2中隊（イヴァン・バルトロメイSS義勇中尉の部隊）が大隊と合流した。この時の「シャルルマーニュ」師団第57SS所属武装擲弾兵連隊第I大隊の編成は次の通り。
| 第33SS所属武装擲弾兵師団「シャルルマーニュ」第57SS所属武装擲弾兵連隊第I大隊 (Ier bataillon / Waffen-Grenadier-Regiment der SS 57)：1945年2月24日 ポメラニア・ハインリヒスヴァルデ 大隊長 アンリ・フネSS義勇中尉 (SS-Frw. Ostuf. Henri Fenet) - - 副官 ピエール・ユグSS義勇少尉 (SS-Frw. Ustuf. Pierre Hug) - 補佐 ジャン＝クレマン・ラブルデットSS義勇連隊付上級士官候補生 (SS-Frw. StdObJu. Jean-Clément Labourdette) - 軍医 ルイ・アンネシェンゼルSS連隊付上級士官候補生 (SS-StdObJu. Louis Anneshaensel) 中隊長 - - 第1中隊 ジャン・ブラジエSS義勇少尉 (SS-Frw. Ustuf. Jean Brazier) - 第2中隊 イヴァン・バルトロメイSS義勇中尉 (SS-Frw. Ostuf. Ivan Bartolomei) - 第3中隊 ギイ・クーニルSS義勇少尉 (SS-Frw. Ustuf. Guy Counil) - 第4中隊 ピエール・クーヴルSS義勇上級曹長 (SS-Frw. Hscha. Pierre Couvreur) |

第2中隊の到着後、フネは大隊を展開させた。
- 第1中隊：右側面
- 第2中隊：左側面
- 第3中隊：村の西部で待機
- 第4中隊：村から800メートル離れた地点に機関銃と迫撃砲を用意

「第4中隊による迫撃砲攻撃の後、両側面から第1中隊と第2中隊の援護を受けつつ、第3中隊は村へ突入する」というフネの攻撃計画の開始予定時刻は2月24日午後7時とされた。

#### 攻撃開始
1945年2月24日午後7時、アンリ・フネSS義勇中尉の第57SS所属武装擲弾兵連隊第I大隊はハインリヒスヴァルデ村へ攻撃を開始した。第4中隊の迫撃砲は1分弱の間に手持ちの迫撃砲弾を矢継ぎ早に発射し、その反撃として村に陣取るソビエト赤軍からの迫撃砲弾が降り注ぐ中、第4中隊の重機関銃仕様MG42は村に進む他の中隊の援護射撃を継続した。
この攻撃の時、第3中隊長クーニルSS義勇少尉は何名かの部下と同じく（物資不足が原因で）ヘルメットを装備していなかった。敵の応射を受けた第3中隊の最初の負傷者の中には分隊長イヴォン・プリュヌネクSS義勇上等兵 (SS-Frw. Strmm. Yvon Prunennec) も含まれており、彼は両腕に被弾して救護所へ後送された（しかし、第I大隊が野戦病院として使用していた農場はソビエト空軍機の空襲を受け、プリュヌネクは爆弾の破片によって頭・喉・左腕・左膝をさらに負傷した）。
ジャン・ブラジエSS義勇少尉の第1中隊は中隊付機関銃小隊からの援護射撃を受けつつ前進したが、この機関銃小隊はあまりにも低い位置を掃射していたため、第1中隊の何名かは味方の銃撃によって負傷した。それでもなお、第1中隊の1個小隊はハインリヒスヴァルデに突入し、1軒の農家から赤軍兵を駆逐した。しかし、これに対する赤軍の反撃は圧倒的であり、包囲を回避するために第1中隊は出撃位置まで後退した。
一方その頃、クーニルの第3中隊は敵の機関銃陣地によって進撃を阻まれており、長い時間をかけて陣地を制圧した後にようやくハインリヒスヴァルデへ突入した。しかし、「村の墓地へ進む際に中隊の先頭を走っていた」、もしくは「1時間以上に及ぶ白兵戦・村の中央の交差点を巡る戦いで」クーニルSS義勇少尉は戦死した。
そして、中隊長戦死によって動揺する第3中隊に対して赤軍の反撃が開始された。しかし、第3中隊はフネの大隊本部の増援および他の中隊からの火力支援を受けて体勢を立て直し、赤軍部隊を撃退することができた。その後は独ソ両軍とも一進一退を繰り返し、ハインリヒスヴァルデ村の戦況は一時的に安定（膠着）した。
クーニル戦死の知らせを受けたフネは第3中隊の小隊長の1人マックス・キカンポアSS義勇曹長 (SS-Frw. Oscha. Max Quiquempoix) に第3中隊の指揮を引き継がせ、ハインリヒスヴァルデを死守するよう命令した。なお、損害を被った第3中隊の負傷兵は1軒の家に設けられた救護所に運び込まれていたが、その後、建物に直撃した敵の砲弾によってほぼ全員が死傷した。
その間、イヴァン・バルトロメイSS義勇中尉の第2中隊は赤軍の機関銃によって出撃位置から一歩も進めない状態に陥っていた。そこに赤軍の迫撃砲弾とカチューシャのロケット弾が降り注いで中隊に多数の損害が生じたため、第2中隊は出撃位置後方の高地まで退がった。
このように第I大隊の攻撃は成功していなかったものの、大隊長アンリ・フネSS義勇中尉は未だにハインリヒスヴァルデ周辺の前線を維持できると確信していた。しかし、赤軍の反撃が側面に加えられているという第1中隊および第2中隊からの報告を受け、フネは戦況が赤軍の優位に傾いていることを悟った。さらに第I大隊は、左側面に展開するルネ＝アンドレ・オービッツ武装大尉 (W-Hstuf. René-André Obitz) の第57SS所属武装擲弾兵連隊第II大隊と、右側面に展開する第15SS所属武装擲弾兵師団（ラトビア第1）との連絡も未だに確立できていなかった。ここに至ってフネはようやくハインリヒスヴァルデ奪回の望みを捨てたが、包囲される危険性があるにもかかわらず「一片の土地さえも敵に渡さず、命令を待つ」ことを決意した。
最終的に第57SS所属武装擲弾兵連隊長ヴィクトル・ド・ブルモン武装大尉 (W-Hstuf. Victor de Bourmont) の命令書を携えた連絡将校クリスティアン・ド・ロンデ武装中尉 (W-Ostuf. Christian de Londaiz) が馬に乗って現れ、フネは後退命令を受け取った。第I大隊は現在地から北東に3キロメートル地点、バルケンフェルデ（Barkenfelde、現バルコヴォ (Barkowo)）〜ベーレンヴァルデ（Bärenwalde、現ビンチェ (Bińcze)）間のビエルゾンツ湖 (Jezioro Wieldządz) に沿って後退した。
この時、第I大隊本部はイヴァン・バルトロメイSS義勇中尉の第2中隊との連絡を失っていたが、大隊長フネは「バルト爺さん」が「あらゆる罠の回避方法を知っている古狐」（1914年〜1918年の大戦以来の歴戦の老将）であることを理解していたため、特に心配することは無かった。

#### 後退
ハインリヒスヴァルデ村から負傷兵を後送する作業が完了した後、アンリ・フネSS義勇中尉の第57SS所属武装擲弾兵連隊第I大隊は北東方面への後退を開始し、2月25日明け方（午前3時）に新たな陣を敷いた。
午前7時頃、ソビエト赤軍の歩兵部隊が第I大隊第1中隊の陣地を攻撃したが、フネは大隊の右側面に展開していた兵力を全て投入した反撃を実施した。これによって赤軍部隊の撃退に成功した後、フネは大隊を第57SS所属武装擲弾兵連隊本部が置かれているベーレンヴァルデまで後退させた。
2月25日正午頃、フネの大隊の先鋒部隊はベーレンヴァルデを視認できる位置まで到達したが、同時に村の周囲を巡回している赤軍戦車の姿も確認した。この時、ハマーシュタイン〜ベーレンヴァルデ間の鉄道線路に沿って「シャルルマーニュ」師団の防衛線が敷かれているのかどうかが不明であったため、フネは第58SS所属武装擲弾兵連隊第I大隊との連絡を試みた。間もなくフネの大隊は第58連隊の敗残兵の一部と遭遇したが、彼らの説明によると、火炎放射戦車を装備した赤軍の攻撃によって防衛戦闘は混乱を極めたという（この敗残兵たちはフネの大隊に合流した）。
フネは状況を素早く概観した。ベーレンヴァルデ村周辺の赤軍部隊およびハインリヒスヴァルデからハマーシュタインへ進撃する赤軍部隊を相手にする場合、大隊が包囲される可能性は現実味を帯びていた。しかし、おそらく自分たちは既に包囲されていると考えたフネは大隊を危機的状況から救うため、森の中を通過してハマーシュタインまで後退することにした。
北西のハマーシュタイン目指して第I大隊は進んだが、ある地点で鉄道線路を横切って原野に出た時、突如としてソビエト空軍戦闘機が低空で飛来し、大隊に機銃掃射を浴びせた（幸いにもこの空襲による損害報告は無かった）。その後も敵兵との突発的な戦闘や新たな空襲をいくつか経験しつつ大隊は移動を続け、2月25日午後9時頃、前日の出発地点ハマーシュタインまで戻ってきた。
ハマーシュタインに帰還した第57SS所属武装擲弾兵連隊第I大隊は現在の状態を点検したが、大隊の兵力は著しく低下していた。第1中隊の戦闘可能人員は28名に減少し、第2中隊は連絡が途絶して所在が分からなくなっており、第3中隊は中隊長ギイ・クーニルSS義勇少尉を含む多数の戦死者を出す甚大な損害を被っていた。また、第4中隊の人員はほぼ無傷であったものの、重装備の大半を失っていた。
この時、ハマーシュタインにおいてフネは「シャルルマーニュ」師団所属部隊の標識を1つも発見できなかったものの、行方不明であったイヴァン・バルトロメイSS義勇中尉の第2中隊と合流することができた（フネの第I大隊がベーレンヴァルデに向かっていた時、バルトロメイの第2中隊はハマーシュタインを目指して移動していた）。ただし、大隊の他の中隊と同様、先のハインリヒスヴァルデの戦いで損害を被った第2中隊の兵力は1個小隊規模に減少していた。

#### 2月25日　ハマーシュタインからの撤退
1945年2月25日午後7時前、ハマーシュタイン周辺の第33SS所属武装擲弾兵師団「シャルルマーニュ」に対し、上級司令部から「ノイシュテッティン（Neustettin、現シュチェチネク (Szczecinek)：ハマーシュタインから約20キロメートル西に位置する町）まで後退せよ」との命令が通達され、師団の諸部隊は続々とノイシュテッティンへ移動した（このため、約2時間後に自分の大隊と共にハマーシュタインへ辿り着いた時点でフネは師団所属部隊の標識を発見できなかった）。
しかし、その間にもソビエト赤軍は着々と「シャルルマーニュ」師団の背後から接近していた。2月26日午後5時には赤軍戦車部隊の先鋒がハマーシュタインに入城し、翌27日にはノイシュテッティンに迫った。これによって「シャルルマーニュ」師団長エドガール・ピュオ武装上級大佐 (W-Obf. Edgar Puaud) は、ノイシュテッティンからの移動およびベルガルト（Belgard、現ビャウォガルト (Białogard)）での師団再編成を決定した。
2月28日午前7時、「シャルルマーニュ」師団はノイシュテッティンからの移動を開始した。吹雪の中、師団将兵は北西の町ベルガルトまでの約72キロメートルに及ぶ道のりをほぼ24時間かけて歩き通した。

## 行進連隊第I大隊
1945年3月1日、フランスSS部隊総監グスタフ・クルケンベルクSS少将 (SS-Brigf. Gustav Krukenberg) は不利な状況を打破するために、「シャルルマーニュ」師団の戦地再編成を実施した。間もなく、クルケンベルクの命令を受けた第58SS所属武装擲弾兵連隊長エミール・レイボー武装少佐 (W-Stubaf. Émile Raybaud) によって、師団最良の部隊を集めた「行進連隊」(Régiment de Marche) 、それ以外の部隊を集めた「予備連隊」(Régiment de Réserve) が編成された。
この再編成に伴い、アンリ・フネSS義勇中尉は「シャルルマーニュ」師団最良の部隊で構成された「行進連隊第I大隊」(Ier Bataillon / Régiment de Marche) の大隊長に任命された（ただし、これまで指揮していた第57SS所属武装擲弾兵連隊第I大隊のほとんどの中隊は激戦で損害を被っていたため、フネの主な部下の何名かは再編成に伴って他の隊へ転属となった）。
フネがこれまで指揮を執っていた第57SS所属武装擲弾兵連隊第I大隊の中で、補佐官ジャン＝クレマン・ラブルデットSS義勇連隊付上級士官候補生、第4中隊長（第4中隊の人員はほぼ無傷）ピエール・クーヴルSS義勇曹長は引き続きフネの指揮下に入った（彼ら以外の主な指揮官は別の隊から選抜された）。
| 「シャルルマーニュ」師団行進連隊第I大隊 (Ier Bataillon / Régiment de Marche)：1945年3月1日 ポメラニア 大隊長 アンリ・フネSS義勇中尉 (SS-Frw. Ostuf. Henri Fenet) - - 副官 ジャン＝クレマン・ラブルデットSS義勇連隊付上級士官候補生 (SS-Frw. StdObJu. Jean-Clément Labourdette) 中隊長 - - 第1中隊 シャルル・ルメグ武装中尉 (W-Ostuf. Charles Roumégous) - 第2中隊 リュシアン・アンヌカールSS義勇曹長 (SS-Frw. Oscha. Lucien Hennecart) - （第3中隊 ジョルジュ・フラマン武装大尉 (W-Hstuf. Georges Flamand) ※当初は行進連隊第I大隊の一部ではなかったが、3月3日の援軍到着に伴って第I大隊に配属） - 第4中隊 ピエール・クーヴルSS義勇上級曹長 (SS-Frw. Hscha. Pierre Couvreur) |

1945年3月2日午後6時、戦地再編成を終えた「シャルルマーニュ」師団のフランスSS部隊総監グスタフ・クルケンベルクSS少将のもとへ、「師団をケルリン（Körlin、現カルリノ (Karlino)：ベルガルトから8キロメートル北西に位置する都市）へ移動させよ」という命令が「司令部」（具体的な司令部名は不明）から通達された。この命令に従い、「シャルルマーニュ」師団はポメラニアの交通の要衝ケルリンの防衛任務（赤軍の進撃を阻止すると同時に、友軍がバルト海沿岸部の都市コールベルクへ撤退できるよう援護する任務）に就いた。

## 1945年3月〜4月　「シャルルマーニュ」師団再編

### 3月18日　SS義勇大尉昇進
1945年3月中旬、ポメラニア戦線で大損害を被った第33SS所属武装擲弾兵師団「シャルルマーニュ」の生存者は、ドイツ北部のヤルゲリン（Jargelin：アンクラム (Anklam) 北西に位置する町）に集合した。この時、アンリ・フネSS義勇中尉は自分の大隊の将校23名および兵701名、そしてフランスSS部隊総監グスタフ・クルケンベルクSS少将とともに16日に現地へ到着した。
3月18日、プレンツラウ (Prenzlau) 近郊の親衛隊全国指導者司令部に赴き、ポメラニア戦線における「シャルルマーニュ」師団の活動を報告したクルケンベルクSS少将は、「シャルルマーニュ」師団の生存者たちに対する昇進及び勲章の授与を執り行った。これによってフネはSS義勇大尉 (SS-Frw. Hauptsturmführer) に昇進した。

### 第57SS大隊
1945年3月24日、「シャルルマーニュ」師団の生存者はノイシュトレーリッツ（Neustrelitz：ベルリンから約90キロメートル北に位置する都市）に移動し、司令部を隣町カルピン (Carpin) に設置した。翌25日に師団は「45年型擲弾兵師団」を基準とした1個擲弾兵連隊（2個擲弾兵大隊および1個重兵器大隊で構成）に再編成するよう命じられ、アンリ・フネSS義勇大尉は第57SS大隊 (SS-Bataillon 57) の指揮を任された。
| 「シャルルマーニュ」師団（連隊）第57SS大隊 (SS-Bataillon 57)：1945年3月25日〜4月23日 ドイツ北部 大隊長 アンリ・フネSS義勇大尉 (SS-Frw. Hstuf. Henri Fenet) - - 副官 不明 中隊長 - - 第1中隊 シャルル・ルメグ武装中尉（W-Ostuf. Charles Roumégous：戦意喪失）→ ジャン＝クレマン・ラブルデットSS義勇少尉 (SS-Frw. Ustuf. Jean-Clément Labourdette) - 第2中隊 リュシアン・アンヌカールSS義勇上級曹長（SS-Frw. Hscha. Lucien Hennecart：4月中旬、大隊本部小隊長に就任）→ ピエール・ミシェルSS義勇中尉 (SS-Frw. Ostuf. Pierre Michel) - 第3中隊 不明 - 第4中隊 ジャン・オリヴィエSS義勇曹長 (SS-Frw. Oscha. Jean Ollivier) |

1945年4月初旬、ノイシュトレーリッツ地方を統括するドイツ国防軍の参謀グループが最前線より後方の防衛線の視察を行ったが、その際に彼らは武装親衛隊「シャルルマーニュ」師団（連隊）のフランス人将兵に対し、防御施設や対戦車障害物の建設工事を始めるよう命じた。このような労働は部下の士気を低下させると懸念したフネは、命令をそのまま部下に伝えるだけで終わらせるようなことはしなかった。
工事開始日の朝、集まった部下の前に立ったフネは制服の上着を脱ぎ、シャベルを使って対戦車壕を掘り始めた。黙々と対戦車障害物建設工事を続ける大隊長アンリ・フネSS義勇大尉の姿を見た部下たちは1人また1人と工事に参加し、最終的にはフネの部下全員が工事に参加していた。
4月中旬、「脱走兵、横領犯、窃盗犯は死刑に処す」という総統命令が「シャルルマーニュ」師団（連隊）に下達された。数日後、宿舎として使用している農家の電球を盗んだ下士官数名がフネのもとへ連行されてきた。総統命令に従えばこの下士官たちは銃殺に処されるはずであったが、フネは叱責だけで済ませることにした（しかし、脱走に失敗して連行されてきた脱走兵に対しては、フネは軍法会議の議長として容赦なく銃殺の判決を下した）。

### 1945年4月24日　ベルリンへの出発
1945年4月24日未明、ソビエト赤軍の包囲下にあるドイツ国首都ベルリン (Berlin) から出撃命令を受けたフランスSS部隊総監兼「シャルルマーニュ」師団（連隊）長グスタフ・クルケンベルクSS少将は、師団（連隊）のすべてのフランス人将校を師団司令部が置かれているカルピン城内に呼び寄せた。
この時最初に駆けつけた第57SS大隊長アンリ・フネSS義勇大尉は、師団長クルケンベルクSS少将に笑顔で迎えられ、赤軍が間もなく進撃するベルリン市内の状況を知らされた。その後、フネは（クルケンベルクの話を聞かせるために）部下を起こした。クルケンベルクは集合した将兵に訓示し、志願して自分とともにベルリンへおもむく者はおらぬか、と問いかけた。
フネをはじめ、クルケンベルクSS少将の呼びかけに応じてベルリンへ出発すること希望した約300名のフランス人義勇兵は、フネの第57SS大隊を中心とした1個突撃大隊「フランスSS突撃大隊」(Französische SS-Sturmbataillon)を構成した。突撃大隊には「シャルルマーニュ」師団（連隊）に残されていたほとんどの武器（StG44（突撃銃）、MG42機関銃、パンツァーファウストなど）および弾薬が分配され、フネの第57SS大隊出身の将兵ほぼ全員に突撃銃が与えられた。

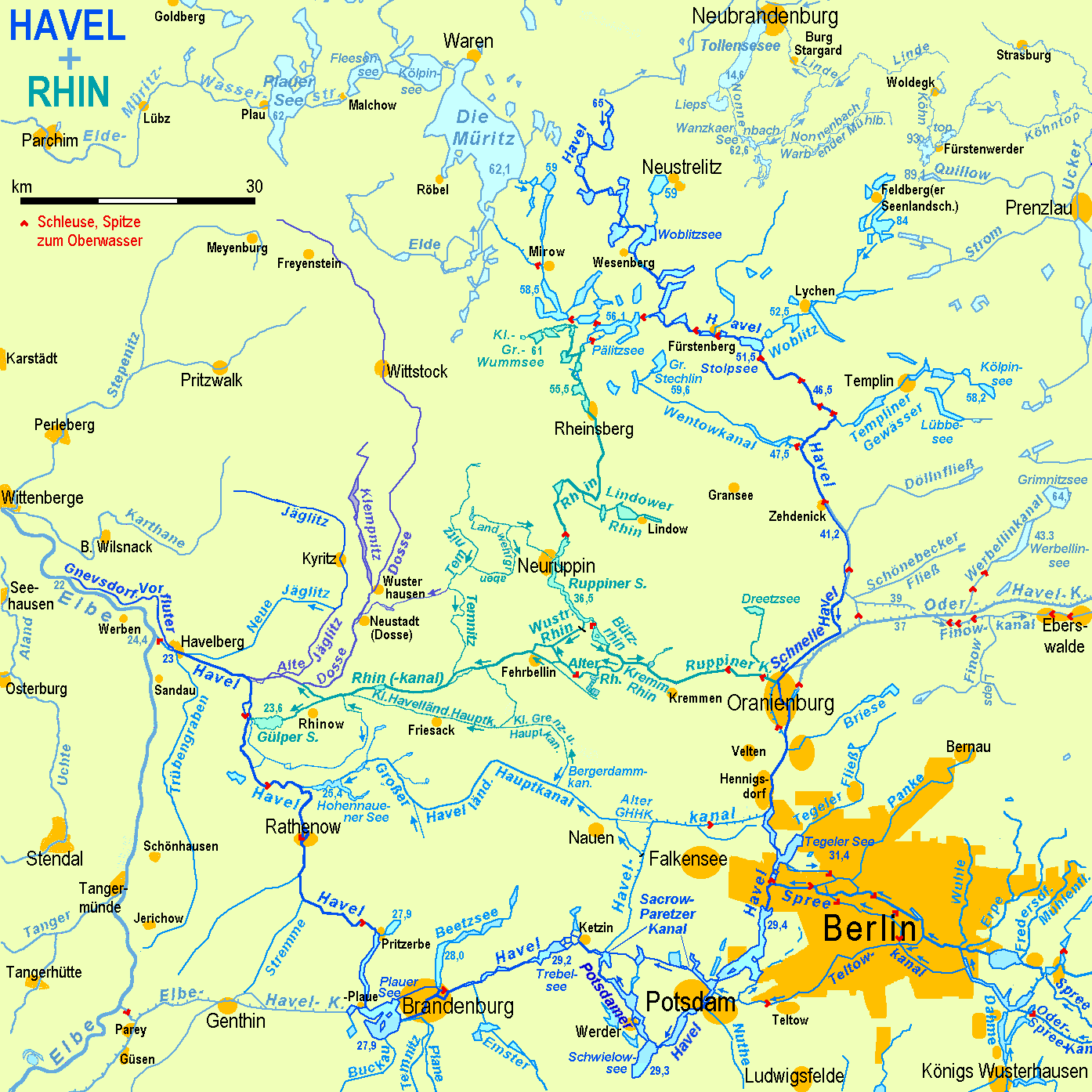
ベルリン周辺（北部）の地図

1945年4月24日午前5時30分、フランスSS突撃大隊はカルピンを出発してアルト＝シュトレーリッツ (Alt-Strelitz) へ向かい、午前8時30分にはそこからベルリンへ向かうとされた（ただし、ドイツ北部からベルリンに至る最短のルートは赤軍によって封鎖されていたため、フランスSS突撃大隊の車列は西へ遠回りを余儀なくされた）。ベルリンへ向かうフランスSS突撃大隊の車列は数輌の民間車輌および、7輌もしくは8輌の軍用トラックから構成されていた。
4月24日午後3時頃、フランスSS突撃大隊の車列はベルリン西方のファルケンレーデ (Falkenrehde) の橋を渡ろうとしたが、その際に彼らをソビエト赤軍部隊と誤認した国民突撃隊によって橋は爆破された。これによって車を利用した行軍が不可能となったため、クルケンベルクSS少将は全ての補給物資と装備をトラックから降ろした後、重傷者とトラックをノイシュトレーリッツまで送り返すよう命じた。
クルケンベルクSS少将とフネが先頭に立ったフランスSS突撃大隊はベルリンまでの残りの道のりを徒歩で行軍し、午後10時頃に至ってようやくベルリン・シャルロッテンブルク区（Charlottenburg、現シャルロッテンブルク＝ヴィルマースドルフ区）のオリンピアシュタディオン近隣にある国立競技場（Reichssportfeld、現オリンピック公園 (Olympiagelände Berlin)）へ到着した。

## 1945年4月　ベルリン市街戦
1945年4月24日午後10時過ぎ、ドイツ北部からの長距離行軍によって疲弊した武装親衛隊フランス人義勇兵たちがシャルロッテンブルク区の国立競技場周辺の建物に分散・宿泊する間、グスタフ・クルケンベルクSS少将はミッテ区にある総統官邸に出頭していた。4月25日午前5時頃に国立競技場周辺へ戻ってきたクルケンベルクSS少将からベルリン市内の最新の状況を伝えられた大隊長アンリ・フネSS義勇大尉はフランスSS突撃大隊を再編した（ベルリン到着時点でのフランスSS突撃大隊の編成は次の通り）。
| フランスSS突撃大隊 (Französische SS-Sturmbataillon)：1945年4月24日 ベルリン 大隊長 アンリ・フネSS義勇大尉 (SS-Frw. Hstuf. Henri Fenet) - - 大隊副官 ハンス＝ヨアヒム・フォン・ヴァレンロートSS中尉 (SS-Ostuf. Hans-Joachim von Wallenrodt) - 第1補佐 ジャック・フランツSS義勇少尉 (SS-Frw. Ustuf. Jacques Frantz) - 第2補佐 アルフレド・ドゥールー武装連隊付上級士官候補生 (W-StdObJu. Alfred Douroux) - 本部小隊 リュシアン・アンヌカールSS義勇上級曹長 (SS-Frw. Hscha. Lucien Hennecart) - 第1中隊 ジャン＝クレマン・ラブルデットSS義勇少尉 (SS-Frw. Ustuf. Jean-Clément Labourdette) - 第2中隊 ピエール・ミシェルSS義勇中尉 (SS-Frw. Ostuf. Pierre Michel) - 第3中隊 ピエール・ロスタン武装上級曹長 (W-Hscha. Pierre Rostaing) - 第4中隊 ジャン・オリヴィエSS義勇曹長 (SS-Frw. Oscha. Jean Ollivier) - 戦術学校 ヴィルヘルム・ヴェーバーSS中尉 (SS-Ostuf. Wilhelm Weber) |

4月25日、ベルリン・ノイケルン区 (Neukölln) の防衛を担当する第11SS義勇装甲擲弾兵師団「ノルトラント」(11. SS-Freiw.Pz.Gren.Div. „Nordland“) の師団長ヨアヒム・ツィーグラーSS少将 (SS-Brigf. Joachim Ziegler) が、「ノルトラント」師団の不活発な戦闘（これ以上の戦闘の無意味さを理解したツィーグラーSS少将が、部下（「ノルトラント」師団の将兵）を無駄死にから救うためにドイツ北部シュレースヴィヒ＝ホルシュタインへ移動させようと画策したこと）を理由に、総統命令によって師団長の職を解任された。
その後、ツィーグラーの後任の新たな「ノルトラント」師団長として、4月24日に武装親衛隊フランス人義勇兵1個大隊（アンリ・フネSS義勇大尉のフランスSS突撃大隊）を引き連れてドイツ北部からベルリン市内へ馳せ参じていた元「シャルルマーニュ」師団長グスタフ・クルケンベルクSS少将に白羽の矢が立った。総統官邸へ出頭する直前のツィーグラーから「ノルトラント」師団の疲弊しきった状態を説明されたクルケンベルクは、側近（第2補佐）ヴァレンティン・パツァークSS少尉 (SS-Ustuf. Valentin Patzak) に対し、国立競技場周辺に留まっているフランスSS突撃大隊をノイケルン区まで連れて来るよう命じた。
4月25日午後、「ノルトラント」師団の軍用トラック数輌に乗り込んだフネとフランスSS突撃大隊はピヒェルスドルフ (Pichelsdorf) を出発し、テンペルホーフ空港北部のグナイゼナウ通り (Gneisenaustraße) 沿いの兵舎に到着した 後、そこからノイケルン区に移動した。

### 1945年4月26日

#### ノイケルンの戦い
1945年4月下旬、独ソ戦の最終局面であるベルリン市街戦（ソビエト赤軍がドイツ国の首都ベルリンを包囲し、東西南北から市内へ突入している状況）において、武装親衛隊（「ノルトラント」師団、フランスSS突撃大隊）とその他（国民突撃隊、ヒトラーユーゲントなど）が防衛するベルリン「C」地区（ベルリン南東部・ノイケルン区）には、ソ連邦元帥ゲオルギー・ジューコフ率いる第1白ロシア戦線 (1-й Белорусский фронт / 1st Belorussian Front) 麾下の将軍（独ソ戦屈指のソ連邦英雄）が指揮を執る赤軍部隊が攻め込んでいた。
| - ワシーリー・チュイコフ上級大将の第8親衛軍 (8-я гвардейская армия / 8th Guards Army） - ミハイル・カトゥコフ大将の第1親衛戦車軍 (1-я гвардейская танковая армия / 1st Guards Tank Army) |

1945年4月26日未明、ノイケルン区の庁舎（Rathaus Neukölln：ノイケルン区役所）にフランスSS突撃大隊本部を設置したアンリ・フネSS義勇大尉は、「ノルトラント」師団の戦車部隊の支援を伴った反撃作戦を計画した。
午前5時頃に布陣したフランスSS突撃大隊の各部隊のうち、ジャン＝クレマン・ラブルデットSS義勇少尉の第1中隊は隣接するテンペルホーフ区守備隊に一時配属されていたため不在であったが、残りの中隊は予定の時刻を1時間過ぎた午前6時頃に通達された攻撃命令に従って出撃した。
- 第2中隊：ベルリン通り（Berliner Straße、現カール＝マルクス通り (Karl-Marx-Straße)）からリヒャルト通り (Richard Straße) に沿って出撃
- 第3中隊：ブラウナウ通り（Braunauer Straße、現ゾンネンアレー (Sonnenallee)）からリヒャルト広場 (Richardplatz) 方面へ出撃
- 第4中隊：大隊の予備兵力。ベルリン通りとヘルマン通りの交差点付近にある墓地で待機
- 戦術学校：ヘルマン通り (Hermannstraße) およびヘルマン広場 (Hermannplatz) に展開

ノイケルンの戦い開始前後の様子をフネは次のように述べている。
ベルリン市街の道を進むフランスSS突撃大隊の各中隊は、間もなくソビエト赤軍の戦車、対戦車砲、PM1910重機関銃、迫撃砲、狙撃兵からの攻撃に直面した。たちまち激戦が繰り広げられ、パンツァーファウストでT-34を撃破する武装親衛隊フランス人義勇兵、そしてその彼らを的にした赤軍狙撃兵によって双方の被害は甚大なものとなった。
ノイケルン区役所に戻ったフネは分断されつつある大隊の状況を探っていたが、午前7時頃、「ノルトラント」師団から「もし攻撃を未だに開始していないのであれば、攻撃を中止して新たな命令を待て。もし攻撃を開始しているのであれば、諸君の全力を尽くすべし」という奇妙な命令が通達された。
事の真相を確かめるため、フネは副官のハンス＝ヨアヒム・フォン・ヴァレンロートSS中尉 (SS-Ostuf. Hans-Joachim von Wallenrodt) を「ノルトラント」師団司令部へ向かわせた。やがて戻ってきたフォン・ヴァレンロートの話によると、フランスSS突撃大隊と「ノルトラント」師団がノイケルンで反撃を開始した朝、赤軍は圧倒的多数の軍勢でベルリン中心街へ攻撃を集中させたという。「これからどうしますか？」と冷静に尋ねるフォン・ヴァレンロートに対し、フネは側面との連絡を回復するため各中隊に現在地を維持するように命じた。
やがて、パンツァーファウストやKar98kを装備したヒトラーユーゲントの少年達（14歳〜17歳）が援軍としてフネの大隊本部に到着し、さらに伝令のおかげで各中隊との連絡も回復した。
4月26日の夜明け以来、フランスSS突撃大隊の伝令班長ピエール・ミレSS義勇兵長 (SS-Frw. Rttf. Pierre Millet) は最も重要かつ危険な任務を実行していた。ミレが命令を各中隊に伝えるために廃墟に入る度に、フネは二度と彼の姿が見えなくなるのではと心配していた。しかし、1944年のガリツィア戦と1945年のポメラニア戦を経験した20歳の活発なミレSS義勇兵長は常にフネのもとに帰還し、「任務を完了しました！」と報告した。
4月26日午後、フネはミレを伴って各中隊を巡回したが、厳しい状況に改善の兆しは見られなかった。区役所付近まで戻ってきたフネたちは道路を横切って区役所内に入ろうとしたが、その瞬間、赤軍の砲弾が彼らの周囲で爆発した。ミレが地面に崩れ落ちて事切れるのと同時に、フネは足に焼けるような感覚を覚えた。区役所内に運び込まれたフネはドイツ人医師の治療を受けたが、幸いにも銃弾は骨に当たることなくフネの左足を貫通していた。
その間にも建物の外では銃撃戦が続いていたため、フネは大隊本部第2補佐アルフレド・ドゥールー武装連隊付上級士官候補生 (W-StdObJu. Alfred Douroux) に対し、近隣の赤軍兵を一掃するよう命令した。拳銃を手にしたドゥールーは自分の近くにいた者を集めて掃討部隊を結成し、手榴弾と銃剣を多用する白兵戦で建物1軒1軒から赤軍兵を駆逐していった。約45分後、武装親衛隊フランス人義勇兵の陣地の制圧を目論んでいた赤軍部隊を近隣一帯から蹴散らしたドゥールーの部隊は反撃を開始した。
反撃に出たフランスSS突撃大隊の将兵はベルリン通りに現れたT-34縦隊のうち数輌をパンツァーファウストで撃破したが、フランス兵の対戦車攻撃を掻い潜ったT-34は進撃を続けた。この時、戦車警報を受けた「ノルトラント」師団のティーガーII1輌が路地で待ち伏せの体勢に入っており、大隊長フネと第2補佐ドゥールーはこのティーガーIIからさほど離れていない場所で赤軍戦車の接近音を耳にした。
そして間もなく、建物の角から姿を現した先頭のT-34はティーガーIIの88mm砲によって瞬時に撃破され、動かなくなった。武装親衛隊フランス人義勇兵たちは赤軍戦車兵がT-34のハッチを開けて脱出することを予測して突撃銃を構えたが、「虎」に食われたT-34の乗員は誰一人として炎上する「鉄の棺桶」から出てこなかった。
その後、ピエール・ミレSS義勇兵長の戦友数名は援護射撃を受けながら大隊本部前の道路に進み、路上に横たわっている「茶色と緑色の斑点迷彩服姿、土埃で汚れた金髪、（血で）真っ赤な顔の」ミレの遺体を収容した。
4月26日午後半ば、フランスSS突撃大隊の頑強な抵抗はノイケルン区役所奪取を目論む赤軍の更なる大攻勢を招いた。T-34をはじめとする赤軍戦車部隊に対し、武装親衛隊フランス人義勇兵とヒトラーユーゲントの少年たちは悪鬼のごとく戦った。この時、片足を負傷していた大隊長フネは椅子に座ったままノイケルン区役所防衛の指揮を執り続け、「抵抗精神を具体化」(incarne l'âme même de la résistance) していた。
4月26日午後5時、フランスSS突撃大隊はベルリン「C」地区の主要防衛線から切り離された。弾薬と燃料が残りわずかとなった「ノルトラント」師団の戦車部隊も後退したが、後退命令を受け取っていないフネはノイケルン区役所に留まることにした。

#### ヘルマン広場
4月26日午後7時頃、伝令の報告により、赤軍戦車がフランスSS突撃大隊の後方約900メートル地点にあるヘルマン広場 (Hermannplatz) に到達しかけていることが判明した。もし赤軍がヘルマン広場を占領した場合、武装親衛隊フランス人義勇兵たちとヒトラーユーゲントの少年たちの退路が断たれるため、フネは大隊全体にヘルマン広場への後退を命じた。そして、「ノルトラント」師団のパンターとティーガーIIの援護のもとで後退に成功したフネのフランスSS突撃大隊はヘルマン広場に布陣した。
その後、「ノルトラント」師団の突撃砲と共にフランスSS突撃大隊は、夜になってからも押し寄せる赤軍の戦車を相手に奮戦した。後にフネはヘルマン広場に近付いた赤軍戦車が1時間以内に約40輌も破壊されたこの日の戦闘を「赤軍戦車の紛れもない虐殺」と呼んだ。

#### 第1中隊の復帰・再度出陣
1945年4月26日夜、ベルリン・ノイケルン区ヘルマン広場に陣取るフランスSS突撃大隊のもとへ、ジャン＝クレマン・ラブルデットSS義勇少尉率いる第1中隊が復帰した（同中隊は26日早朝から隣接するテンペルホーフ区守備隊に配属されており、夕方から夜にかけての激戦で半数の兵力を失った）。大隊は第1中隊の復帰を大いに喜んだ。
4月26日から27日にかけての夜、大隊長アンリ・フネSS義勇大尉に後退命令が通達された。その途中、フランスSS突撃大隊が現在戦っている地区の防衛司令官の要請により、またしても第1中隊が大隊と切り離されることになった。フネはフランス師団（「シャルルマーニュ」）の生存者たちを分離させず最後まで一緒に戦わせてほしいと頼んだが、それでもなお地区防衛責任者は戦線の穴を繕うために第1中隊を要求した。戦況が非常に逼迫していたため、最終的にフネも第1中隊の貸与に同意した。
第1中隊が大隊から出発する直前、フネはラブルデットに対し、いかなる犠牲を払ってでも生きて帰ってこいと伝えた。「任せてください」とラブルデットは答えたが、この勇敢なラブルデットの姿を二度と見られなくなることを危惧したフネはラブルデットの肩を抱いて言った。「部下と一緒に必ず戻ってくるんだ、必ずだぞ、わかったか？」
しばしの沈黙の後、ラブルデットは「ご心配なく。私は戻ってきます」と答え、フネと最後の言葉および握手を交わした後、第1中隊を連れて夜の闇に消えていった。あたかも自分が生還せぬことを知ったうえで戦いに臨む男のようなラブルデットの態度はフネを非常に心配させた。様々な思いを巡らせる中、フネは休養をとるようフネに椅子を差し出した部下の勧めも断り、グスタフ・クルケンベルクSS少将の「ノルトラント」師団司令部へ向かうことを決意した。

### 1945年4月26日から27日にかけての夜
ノイケルンの戦い（ベルリン市街戦の中でもソビエト赤軍が後退を余儀なくされた稀有な戦い）が始まった4月26日の終わりまでに武装親衛隊フランス人義勇兵が「鉄クズ」にしたT-34は14輌を数え、赤軍将兵の死傷者は数え切れないほどであった。しかし、赤軍は無限に等しい人員と物資の補充が可能であったのに対し、フランスSS突撃大隊には被った損害を補充する手だては無かった。フランスSS突撃大隊はこの日の終わりまでに150名〜200名の将兵を失い、各中隊の戦闘可能人員は著しく減少した。
大隊副官フォン・ヴァレンロートSS中尉に大隊の指揮を一時委ねた後、フネはグスタフ・クルケンベルクSS少将の所在を確かめるため、ベルリン市街中央部に行くための車を探した。負傷した足を引きずり、第2補佐アルフレド・ドゥールー武装連隊付上級士官候補生に肩を支えられながらフネは「ノルトラント」師団第24SS装甲擲弾兵連隊「ダンマルク」(SS-Pz.Gren.Rgt.24 „Danmark“) の連隊本部に到着した。同連隊のスカンディナヴィア人とドイツ人本部要員たちはフネを暖かく出迎えてくれたものの、市の中央部まで行く車は燃料不足が原因でフネに貸し出すことはできず、さらに、「ノルトラント」師団将兵である彼ら「ダンマルク」連隊の者でさえ現在の師団司令部の所在が分からないという有様であった。
ここでフネとドゥールーはしばらく休息をとるよう勧められ、救護所のマットレスに横たわった。その時、（搭乗戦車が被弾・炎上したことで）全身が焼けただれているドイツ軍戦車兵が救護所に運び込まれ、フネたちの隣に寝かされた。激痛のあまり悲鳴を上げながら母親を呼んでいたその戦車兵は、とどめを刺してくれとフネたちに懇願した。

### 1945年4月27日

#### フネと「フランス通り」
1945年4月27日早朝、「ノルトラント」師団「ダンマルク」連隊付救護所で夜を過ごしたフネのもとに1人のドイツ国防軍将校が現れ、「ノルトラント」師団長グスタフ・クルケンベルクSS少将がオペラハウス内に設けた師団司令部において作戦会議を催すことを伝えた。フネはこのドイツ人将校の車に乗ってベルリン中央市街へ向かったが、砲爆撃によって寸断された道路において自動車はほとんど役に立たなかった。

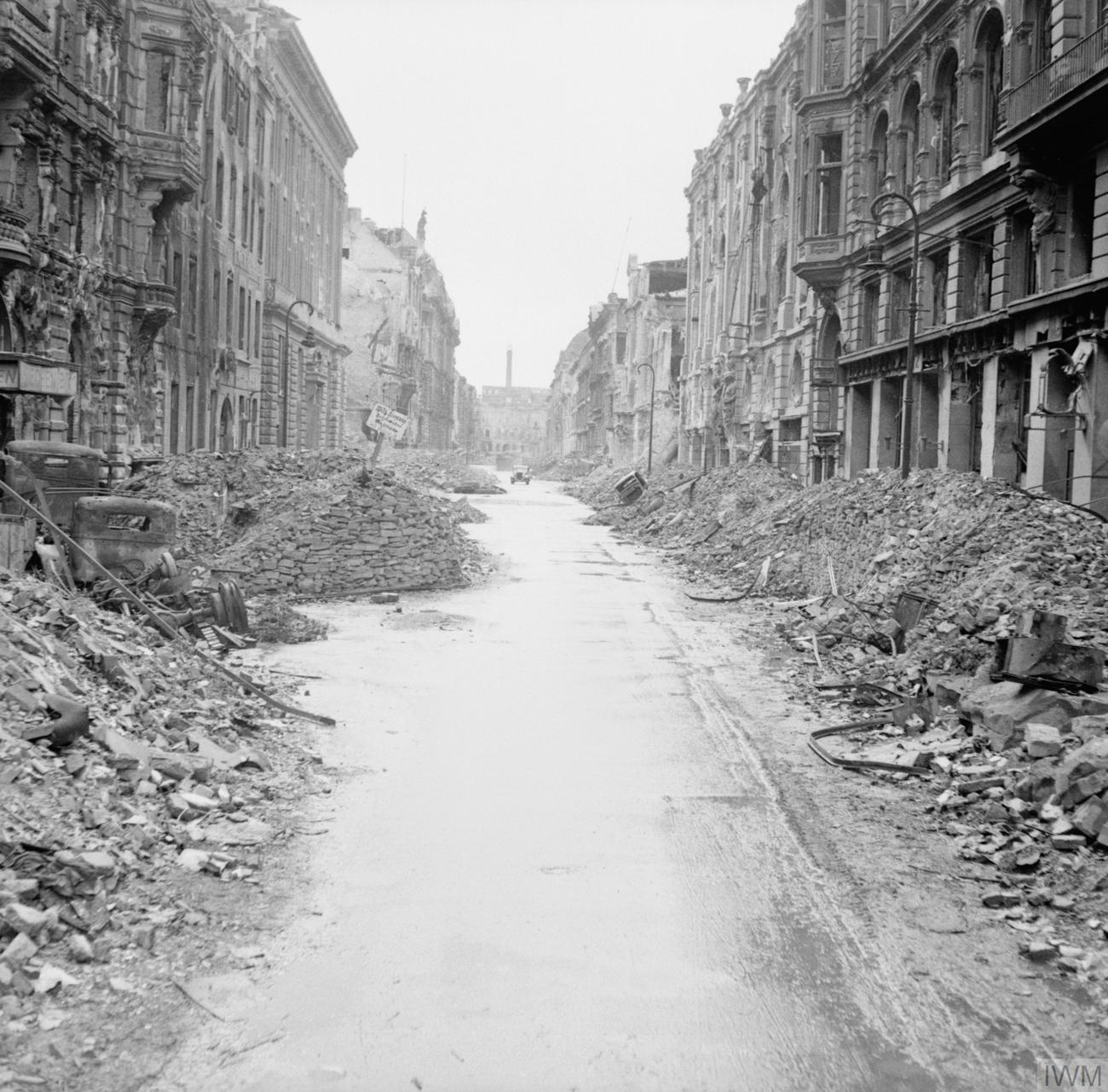
荒廃したベルリン市街（1945年6月3日撮影）

車を降りて残りの道を徒歩で進む間、フネはこのドイツ人将校から様々な話を聞かされた。フネ（この時25歳）の2倍の年齢を持ち、ベルリンで生まれ育ったこのドイツ人将校にとっては、ベルリンが廃墟と化したこの光景は「世界の終わり」だという。そして、自分は歳をとりすぎているため再び平和な日々を見ることは叶わないだろうが、若い者たちはそれを見ることが可能という。
ドイツ人将校の話は周囲に降り注いだ赤軍の砲弾によって遮られ、フネたちは仮設の防空壕に避難した。砲弾の爆発によって地面が揺れ、壁が崩れる中、フネは「荒れ果てた広場や廃墟に降り注ぐ、これら無駄な砲弾の半分でも我々にあれば……」と何度も思った。
その後、フネはオペラハウス内で行われている「ノルトラント」師団作戦会議に加わった。そして、前日の「ノルトラント」師団とフランス人義勇兵の奮戦によって上機嫌な様子のクルケンベルクから、フネのフランスSS突撃大隊は1日の休養を与えられた（ただし、休養後は戦車破壊（駆逐）班として扱われることになっていた）。作戦会議終了後、「ノルトラント」師団の将兵は正午に予定された反撃の準備をするためにそれぞれの持ち場へ戻ったが、この日の朝にソビエト赤軍の砲撃がオペラハウスとその周辺に対して加えられたため、「ノルトラント」師団司令部はオペラハウスからの移動を余儀なくされた。

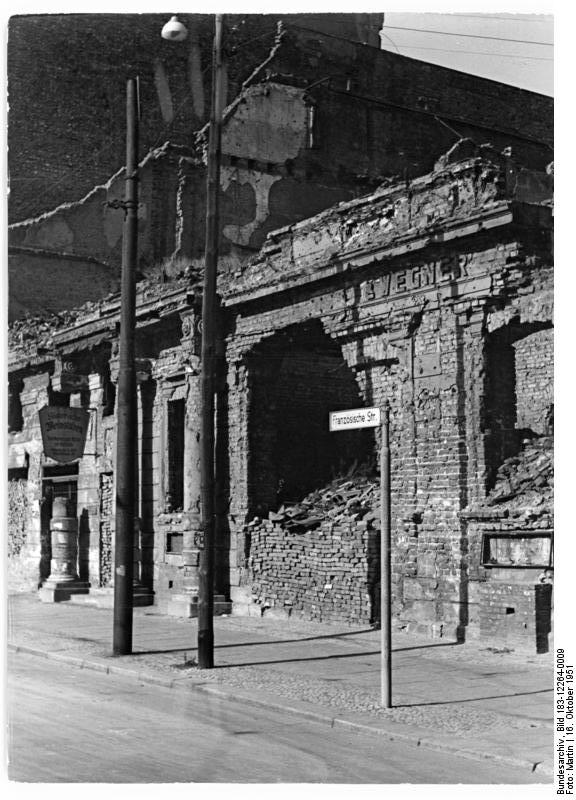
市街戦で荒廃したベルリン・ミッテ区フランス通り（戦後の撮影）

その途中、「ノルトラント」師団所属軍医の1人ツィンマーマン博士 (Dr. Zimmermann) はフネに対し、我々が今いるこの場所は「フランス通り（フランツェージッシェ通り）」(Französische Straße) であると教えた。「17世紀に宗教的な迫害を逃れてプロシアに流入し、この首都の建設に加わったユグノー教徒を記念する」 フランス通りに立ったフネは、「我々は彼らが建設を助けたこの首都の廃墟で戦っているのだ」と思った。さらにツィンマーマンは、「これからは、君の名誉の中にこの道も残ることになるだろう」と付け加えた。

#### ベルリン地下鉄シュタットミッテ駅
1945年4月27日午後、「ノルトラント」師団は師団司令部をベルリン地下鉄シュタットミッテ駅 (U-Bahnhof Stadtmitte) に移動させ、午後の間にフネの副官フォン・ヴァレンロートSS中尉に率いられたフランスSS突撃大隊もオペラハウスからトーマスケラー醸造所、次いでシュタットミッテ駅へ移動した。
4月27日夕暮れ頃、グスタフ・クルケンベルクSS少将は前日のノイケルンの戦いで活躍したフランス人義勇兵に対する鉄十字章授与式を執り行った。その後、彼らにはキャンディー、チョコレート、タバコが振舞われ、これにより場の空気は盛り上り、誰もが歌を歌っていた。しばらくして大隊長フネがその場に現れると、フネの部下は彼に殺到してあらゆる嗜好品をフネのポケットに詰め込んだ。あたかもお祭り騒ぎのように和やかな雰囲気であったが、ジャン＝クレマン・ラブルデットSS義勇少尉の第1中隊は未だにフネのもとへ戻っていなかった。
同日の夜、アルベール・ロブラン武装連隊付上級士官候補生 (W-StdObJu. Albert Robelin) に率いられた第1中隊の小グループが、やや遅れて第1中隊第2小隊長マクシム・ド・ラカーズ武装連隊付上級士官候補生 (W-StdObJu. Maxime de Lacaze) に率いられた第1中隊の大半がフネのもとへ戻ってきた。しかし、彼らの中にラブルデットの姿は無かった。
ド・ラカーズの報告によると、ラブルデットは少数の兵を率いて地下鉄のトンネル内の前哨陣地に行ったきり連絡が途絶えたため、ド・ラカーズはあらかじめ発せられていたラブルデットの命令に従い、予定の時刻に第1中隊の大半を率いて帰還したという（このような種類の戦闘では予定の時刻に数時間遅刻することは特に珍しくもないため、当面の間ド・ラカーズもフネもラブルデットの心配をしなかった）。
そして、フネのもとに新たに伝えられた情報によると、ヴァルター・ヴェンク装甲兵大将 (Gen.d.Pz.Tr. Walther Wenck) 率いるドイツ第12軍 (12. Armee) がポツダム近郊に到達したという。しかし他方では、シュテッティン南部においてオーデル川を渡った赤軍の大攻勢がドイツ北部のプレンツラウに及んでいた。これらの知らせを聞いたフネは、すでにベルリン入りしているフランスSS突撃大隊に加わるべくノイシュトレーリッツで待機中の「シャルルマーニュ」師団本隊（援軍）がベルリンに来ることは無いと悟った。

### 1945年4月28日

#### ベル＝アリアンス広場
1945年4月28日未明、ソビエト赤軍はベルリン・クロイツベルク区（Kreuzberg、現フリードリヒスハイン＝クロイツベルク区）のハレ門 (Hallesches Tor) 近くに流れるラントヴェーア運河 (Landwehrkanal) を渡り、戦車多数をベル＝アリアンス広場（Belle-Alliance-Platz、現メーリング広場 (Mehringplatz)）に前進させた。この広場から出る3つの道
- フリードリヒ通り (Friedrichstraße)
- ヴィルヘルム通り (Wilhelmstraße)
- ザールラント通り（Saarlandstraße、現シュトレーゼマン通り (Stresemannstraße)）

は、いずれも総統官邸に至る重要な道であった。
アンリ・フネSS義勇大尉のフランスSS突撃大隊はベル＝アリアンス広場に戦車破壊（駆逐）班を2個派遣した。「ノルトラント」師団が出した援軍要請によってフネの副官ハンス＝ヨアヒム・フォン・ヴァレンロートSS中尉率いる第1班が出撃した1時間後、大隊本部小隊長リュシアン・アンヌカールSS義勇上級曹長 (SS-Frw. Hscha. Lucien Hennecart) 率いる第2班も出撃した。そして夜が明ける頃には、フランスSS突撃大隊の残存部隊全てが交戦状態に突入していた。4月27日夜から4月28日にかけての大隊の戦闘の様子をフネは次のように述べている。
この時、第2補佐アルフレド・ドゥールー武装連隊付上級士官候補生の助けを借りながら「ノルトラント」師団司令部へ出頭したフネは、グスタフ・クルケンベルクSS少将に戦況を報告した。その後、総統官邸へ続く道を指揮官無しで守っているフランスSS突撃大隊を心配してフネはその場を離れようとしたが、クルケンベルクは「どこへ行こうというのだ？」と尋ね、さらにフネが26日に足に負った戦傷を考慮して「まともに立つこともできないだろうに…君はここから動くな。司令部で大人しくしていろ」とフネに命じた。この命令にひどく腹を立てながらも、フネは部屋の隅に腰掛け、副官フォン・ヴァレンロートSS中尉への命令を直ちに書き記してドゥールーへ持たせた。
部下たちが赤軍戦車を相手に激戦を繰り広げている間、フネにとって部下のもとへ戻れないことは非常に業を煮やすものであった。そこでフネは再び前線に戻る許可をクルケンベルクに要請したが、この時のクルケンベルクはそれを許可した。敬礼の後、クルケンベルクが気を変える前にフネは即座にその場を立ち去った。
ドゥールーを連れて大隊本部に戻る途中、フネはベルリン地下鉄駅構内にある救護所の1つへ搬送された大隊本部小隊長リュシアン・アンヌカールSS義勇上級曹長を見舞った。戦闘中に脚と膝に被弾したアンヌカールはもはや自力で立つこともできない状態であったが、戦闘から離脱せざるを得ないことを悔しがっていた。フネはアンヌカールが戻ってきた時に彼が倒すロシア人（赤軍兵）を残しておくと約束した。

#### ヴィルヘルム通り

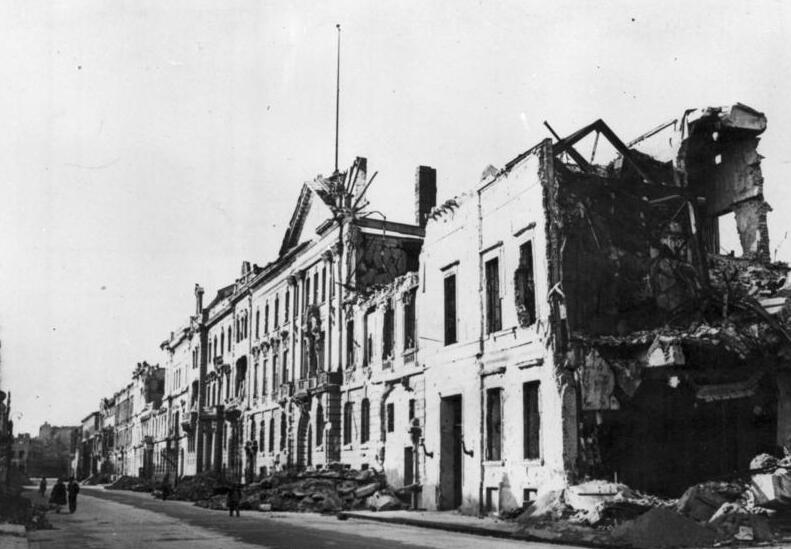
市街戦で荒廃したベルリン・ミッテ区ヴィルヘルム通りの一角（戦後の撮影）

フランスSS突撃大隊本部のドイツ人SS伍長フィンク (SS-Uscha. Fink) に道案内され、ベルリン地下鉄コッホ通り駅 (U-Bahnhof Kochstraße) 経由でヘーデマン通り（Hedemannstraße：フリードリヒ通りとヴィルヘルム通りとザールラント通りを横切る道）に辿り着いた大隊長フネと第2補佐ドゥールーは、戦術学校指揮官ヴィルヘルム・ヴェーバーSS中尉に出迎えられた。ヴェーバーはヴィルヘルム通り (Wilhelmstraße) を見渡せる建物の一室から、路上で炎上しているT-34を指差してフネに「いい眺めではありませんか？」と尋ねた（このT-34はヴェーバーが自らパンツァーファウストで撃破した1輌であった）。
そしてヴェーバーはフネに対し、（フネが不在の間にフランスSS突撃大隊は）5、6輌のソビエト赤軍戦車をパンツァーファウストで撃破し、敵歩兵多数に甚大な損害を与えたと報告した（フランスSS突撃大隊のフランス人義勇兵たちは戦車、対戦車砲、榴弾砲、迫撃砲といった重装備を所有しておらず、大隊の対戦車兵器はパンツァーファウストのみであった）。
フネがフランスSS突撃大隊の本部に戻って間もなく、国家保安本部の職員約100名強が増援として到着した。職員の大半は年齢50〜60歳代で、その武装のほとんどは年代物のライフルであった（もっとも、彼らの士気や統制は良好であり、フランスSS突撃大隊の将兵にとっては歓迎すべき援軍であった）。
ただし、この間も赤軍狙撃兵はフランスSS突撃大隊に出血を強いていた。迂闊にも建物の窓や張り出し玄関に姿を現したフランス人義勇兵は、たちまち狙撃によって死ぬか重傷を負うこととなった。ジャン＝クレマン・ラブルデットSS義勇少尉との連絡が途絶して以来、代わりに第1中隊を指揮して戦っていたマクシム・ド・ラカーズ武装連隊付上級士官候補生は狙撃兵に撃たれて重傷を負い、救護所へ後送された。これに対し、フランスSS突撃大隊は志願者が拳銃と手榴弾を手にし、建物の屋上で敵狙撃兵狩りを実施した。
やがて夜になり、大隊本部の外の荒れ果てた道路は静まり返ったが、日中にヴィルヘルム・ヴェーバーSS中尉が撃破したT-34は未だに炎上しており、その炎が周囲の建物の輪郭を照らし出していた。しかし時折、「草原の男たち」（赤軍兵）に強姦・暴行される女性たちの悲鳴が夜の静寂を破った。フネは次のように述べている。

### 1945年4月29日
1945年4月29日の夜明けと同時に、再びソビエト赤軍戦車が来襲した。これに対し、ヘーデマン通り近辺の建物に陣取るフランスSS突撃大隊の将兵は絶好の位置からパンツァーファウストを発射し、敵戦車部隊の第一波を撃退した。
この日、フネはヴィルヘルム・ヴェーバーSS中尉が連れてきた若いフランス人義勇兵ウジェーヌ・ヴォロ武装伍長 (W-Uscha. Eugène Vaulot) と対面した。21歳のヴォロは戦術学校の将兵の中でも屈指の戦車撃破記録（4輌）を持つ男であり、フネの部下ロジェ・アルベール＝ブリュネSS義勇伍長 (SS-Frw. Uscha. Roger Albert-Brunet)（3輌撃破）と敵戦車の撃破数を競っていた。
やがて、武装親衛隊フランス人義勇兵の頑強な抵抗に業を煮やした赤軍は、建物という建物をパンツァーファウストの射程外から砲撃することによって対抗した。フネが大隊本部として使用している部屋は呼吸困難および50センチメートル先しか見えなくなるほど大量の粉塵が立ち込め、また、崩れた壁の破片によって何名かが負傷した。壁に空けられた穴からは赤軍戦車の火線が見え、赤軍歩兵は狙撃兵の援護下で大隊本部の側面に侵入していた。フネのフランスSS突撃大隊は総統官邸を目指す赤軍の進出を少しでも遅らせんとしたが、建物が全壊して生き埋めにされる前に彼らはプットカマー通り (Puttkamerstraße) に後退し、新たな防衛線を構築した。
この時、フネのもとに第3中隊長ピエール・ロスタン武装上級曹長 (W-Hscha. Pierre Rostaing) が合流した。彼は崩れる建物から脱出する際に瓦礫の生き埋めとなって死んだと報告されていたため、フネは驚きを隠せなかった（その後、フネはロスタンのために一級鉄十字章の授与式を催した）。
同日の夜、フネは大隊本部をベルリン官庁街の図書館の地下室に移動させた。同地下室には壮麗な美術本が保管されており、訪れた者たちの娯楽の種となった。まるで周囲の地獄の風景を中和せんとするかのように、フランス人義勇兵たちは光に満ちた風景を探してページをめくっていった。かつて高等師範学校文科受験準備学級の学生であったフネは、これらの蔵書すべてが酔ったモンゴル人の一団（赤軍兵）によって焚き火にくべられるか、破り捨てられるのではと不安に思った。

### フランスSS突撃大隊の騎士鉄十字章受章者
1945年4月29日、フランスSS突撃大隊指揮官アンリ・フネSS義勇大尉は騎士鉄十字章授与を約束された（詳細はフランスSS突撃大隊#フランスSS突撃大隊の騎士鉄十字章受章者を参照）。

### 1945年4月30日
1945年4月30日未明、ベルリン官庁街の図書館の中の疲弊したフランスSS突撃大隊の将兵は眠気に襲われつつも目を覚ましており、パンツァーファウストを手にしてソビエト赤軍戦車の来襲に備えていた。そして武装親衛隊フランス人義勇兵たちは図書館周辺に現れた赤軍部隊のうち、同日の夜までに戦車を含む21輌の装甲車輌を撃破・炎上させた。
4月30日夜、フランスSS突撃大隊本部に赤軍下士官1名が捕虜として連行されてきた。ロシア語とフランス語の通訳を担当した第4中隊長代行セルジュ・プロトポポフ武装連隊付士官候補生 (W-StdJu. Serge Protopopoff) の話によると、この捕虜はロシア人でも共産党員でもなく、ソビエト赤軍に強制徴募されたウクライナ人であるという。そしてさらに捕虜は、前日に赤軍はベルリン制圧まで残り1区画であることを公式発表し、5月1日のメーデーに合わせて最終攻勢を発動する予定であることも明かした。
これを聞いたフランス人義勇兵たちは大笑いし、大隊本部の下士官の1人ギイ・ラコンブSS義勇伍長 (SS-Frw. Uscha. Guy Lacombe) は捕虜に対して次のように言った。「明日も俺たちはまだここにいるぞ、戦友。お前の仲間がここを通ろうとしたらいつも通りの歓迎を受けるだろうぜ」
プロトポポフがこの言葉を捕虜に伝えると、捕虜は突然、赤軍の戦車乗員はそれぞれの配置に無理矢理就かされていて、「先頭戦車の者は自分たちが二度と生きて戻って来れないことを知っているんだ！」と言った（赤軍将兵は自軍の先頭戦車が武装親衛隊フランス人義勇兵の攻撃によって確実に撃破されることを覚悟していた）。
「われわれに言えることは、この最後の胡桃※は今まで砕いたこともないほど硬かった、ということだけだ」

4月30日夜から5月1日未明にかけて、（先ほどの赤軍ウクライナ人下士官が語った内容通りに）赤軍の最終攻勢が開始された。フランスSS突撃大隊の将兵はT-34を至近距離まで接近させた上でパンツァーファウストを発射し、歩兵には突撃銃の掃射を浴びせて対抗した。

### 1945年5月1日

#### 図書館からの撤退
ドイツ国総統アドルフ・ヒトラーが総統地下壕で自殺した翌日の1945年5月1日朝、ベルリン「Z」地区（官庁街）防衛司令官ヴィルヘルム・モーンケSS少将と「ノルトラント」師団長グスタフ・クルケンベルクSS少将が現在の状況と今後の作戦について電話連絡を取っている間、官庁街の図書館に陣取るアンリ・フネのフランスSS突撃大隊は久しぶりに戦闘の無い平穏な朝を迎えた。
しかし、この日の午前中、第4中隊長代行セルジュ・プロトポポフ武装連隊付士官候補生が（図書館の中庭で敵迫撃砲の攻撃を受けて）死亡したとの知らせが大隊長フネに伝えられた。現場に駆けつけたフネはプロトポポフの遺体から軍隊手帳 (Soldbuch) を回収し、認識票 (Erkennungsmarke) の半分を折り取り、そして敬礼をした。祖父（ロシア帝国最後の内務大臣アレクサンドル・プロトポポフ）をボルシェヴィキ（共産主義者）によって殺害された、この「古きロシア最後の代表」セルジュ・プロトポポフは戦死するまでにベルリン市街戦で赤軍戦車5輌撃破・赤軍砲兵観測機1機撃墜という戦果を挙げていた（一級鉄十字章追贈）。「プリンス」プロトポポフの簡潔な葬儀を済ませた後、フネは戦闘に戻った。
5月1日午後、フランスSS突撃大隊の状況は次第に悪化していた。武装親衛隊フランス人義勇兵たちが4月30日以来陣取っている大きな建物（図書館）は赤軍の砲撃によって壁が崩れ、各階の床板が道路側に垂れ下がった。赤軍の火炎放射班はこの床板を絶好の着火材として狙いを定め、建物への火炎放射攻撃を開始した。
戦前はパリの消防士であったフランスSS突撃大隊本部通信手ジョルジュ・クーテュラン（Georges Couturin：階級不明）は陣頭で消火活動に臨んだが、一滴も消火用の水が無い上に赤軍からの銃撃が浴びせられている状況ではどうすることもできなかった。このままでは30分後（長くても1時間後）に建物の上階から地下に至るまで火の手が及ぶことを（すすで全身が黒くなっている状態の）クーテュランから伝えられた大隊長フネは、大隊全体が赤軍の火炎放射で焼却される前に後退命令を下した。

#### 国家保安本部
5月1日午後6時、フランスSS突撃大隊はヴィルヘルム通りとプリンツ＝アルブレヒト通り（Prinz-Albrecht-Straße、現ニーダーキルヒナー通り (Niederkirchnerstraße)）の角にある国家保安本部 (RSHA) の周辺に移動した。国家保安本部の建物自体は砲爆撃で廃墟と化していたが、その地下室は待避壕や機関銃陣地として十分に機能した。
5月1日から2日にかけての夜、フネは国家保安本部の地下室で休息を取った。その場にあった持ち主不明のユロイヒター（Julleuchter：SS隊員の名誉アイテムの1つであるランタン）に火を灯し、フネは生き残っている戦友たちに対する鉄十字章授与式を執り行った。これまでの1週間にフランスSS突撃大隊の将兵のほとんどが斃れており、今や生存者は数十名（わずか20名、もしくは約50名）のみであった。

### 1945年5月2日

#### 航空省
1945年5月2日未明、国家保安本部の建物に篭るアンリ・フネSS義勇大尉のフランスSS突撃大隊は自分たちが孤立していることに気がついた。最初に戻ってきた斥候の報告によると、左側面にも右側面にも誰もいないという。しばらくして別の斥候が戻り、前線はライプツィヒ通り (Leipzigerstraße) とヴィルヘルム通りの角にある航空省 (Luftfahrministrerium) に迫っていると知らせた。この知らせを受けたフネは、「総統官邸の最後の砦」である航空省まで移動すると決断した。
持てるだけの武器と弾薬を持ち、武装親衛隊フランス人義勇兵たちは航空省まで後退した。彼らは航空省の建物を守るドイツ空軍部隊とあらかじめ連絡をつけていたので、誤射の心配はなかった。
ところが、フランスSS突撃大隊が航空省の陣地を引き継いですぐに、前線から白旗を掲げた自動車が現れた。その車にはドイツ国防軍とソビエト赤軍の将校が乗っており、彼らは航空省内部において降伏について話しあった。それから非武装の赤軍兵もやってきて、タバコをねだった。何名かのドイツ空軍兵士は彼らと仲良くし始めた。さらに、他の赤軍兵もドイツ軍戦線の後方から続々と姿を現した。
航空省内の部隊を指揮していたドイツ空軍少佐は、自分は投降するつもりであるとフネに打ち明けた。少佐は「もう終わりだ」と言い、「降伏文書は調印された」と付け加えた。しかし、フネ自身は少佐の言葉通り何もかも終わってしまったと受け入れることはできなかった。

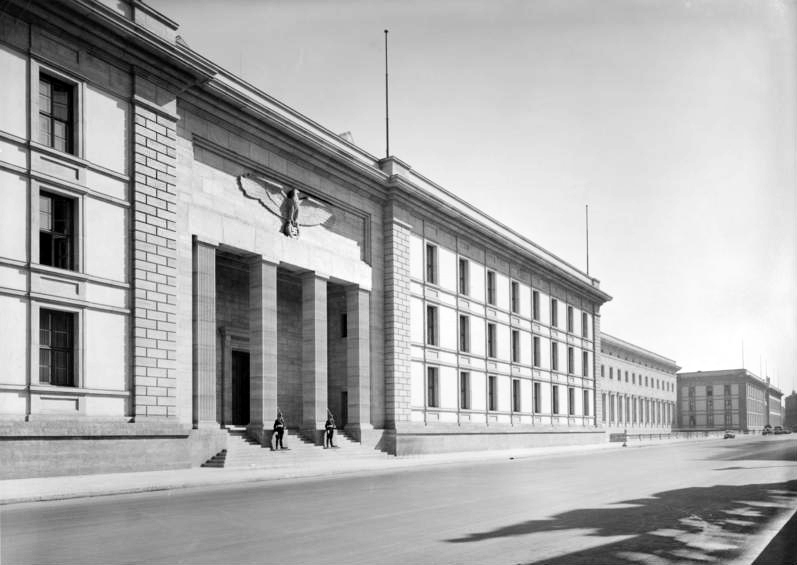
総統官邸（戦前の撮影）

考えを整理したフネは総統官邸で何が起こっているのかをこれから確認しに行き、「もし最後の一区画が残っていたら、そこに陣取ろう」と決意した。再びフランス人義勇兵たちは武器と弾薬箱を持ち、それぞれが肩にパンツァーファウストを担いだ。彼らは赤軍からの（穏やかな）武装解除警告をことごとく無視し、航空省を去った。
フランスSS突撃大隊の生存者が航空省の建物から出た時、驚くほどの静けさがベルリン市街を覆っていた。市内の道路は大勢の市民と非武装のドイツ軍兵士で埋め尽くされており、フネたちは略奪にふける赤軍兵との接触を避けるため、廃墟内を伝って移動した。
やがて通気口を経て、彼らはベルリン地下鉄駅構内から地下鉄のトンネル内に入った（ここは生き延びるに最適の場所であると同時に、発見されることなく総統官邸まで向かうことが可能な場所であった）。彼らは総統官邸の向かい側にある地下鉄駅目指して移動を続けた。
駅に辿り着いた後、フネは地上の道路の換気口まで続く梯子を見つけた。4月26日にノイケルンで負った足の傷はまだ痛んだが、フネは梯子を登り始めた。登りながらフネは戦闘騒音が聞こえるかどうかを確認したが、梯子の先の地上から聞こえてくるのは重車輌の移動音だけであった。困惑しつつもフネは換気口の蓋を押し上げ、ついに地上の様子を目の当たりにした。

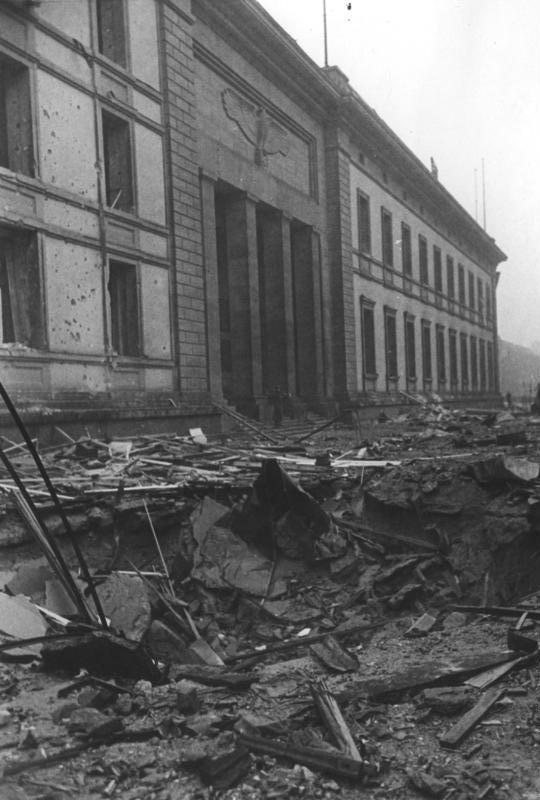
荒廃した総統官邸（1944年1月、空襲後の撮影）

フネの視界には、ありとあらゆる場所に赤軍兵と赤軍車輌がひしめいていた。総統官邸は砲と小火器の攻撃を受けて廃墟と化しており、そしてドイツ国防軍兵士の象徴である灰色の軍服はどこにも見受けられなかった。言葉を失ったフネは梯子を降りていった。
地下鉄駅構内で待つ部下のもとに戻ったフネは部下一同に対し、総統官邸がロシア兵に制圧されていること、総統が間違いなく死んでいることを伝えた。この知らせを聞いた武装親衛隊フランス人義勇兵たちは静かにうなだれ、敗戦を悟った第3中隊長ピエール・ロスタン武装上級曹長は涙を流した。

#### ベルリン市街脱出作戦
フランスSS突撃大隊指揮官アンリ・フネSS義勇大尉に残されている唯一の打開策は、赤軍の手に落ちたベルリンから脱出してヴァルター・ヴェンク装甲兵大将のドイツ第12軍がいるはずのポツダム（Potsdam：ベルリン中心街から約26キロメートル南西に位置する町）まで突破を試みることであった。ベルリン地下鉄の線路を利用して行けるところまで行き、夜を利用して休息をとるというフネの考えに大隊の生存者全員が同意した（総統官邸からポツダムまでの距離は、2ヶ月前のポメラニア戦線におけるケルリン（Körlin、現カルリノ (Karlino)）からオーデル川までの距離より短かった）。

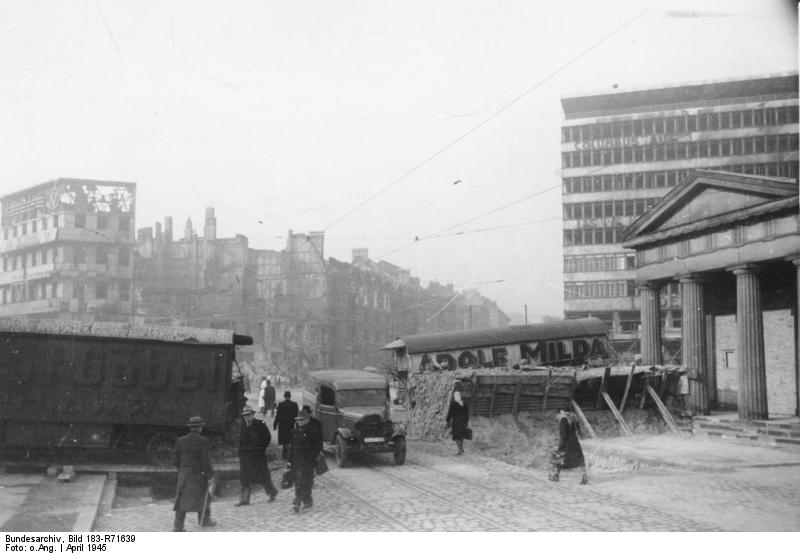
ポツダム広場（1945年4月の撮影）

可能な限り音を立てぬようにして進み、フネたちはベルリン・ミッテ区ポツダム広場まで辿り着いた。彼らは積もった瓦礫を乗り越え、時には手や銃剣で瓦礫を除去しつつ移動を続けた。
ところが、5月2日正午頃、ポツダム広場において斥候がもたらした報告により、地下鉄の線路が地上と繋がっていることが判明した。身を隠しながらベルリン市街を脱出する武装親衛隊フランス人義勇兵たちにとって、これは日中に移動を続けることを不可能にした。それゆえ、フランスSS突撃大隊の生存者は一か八かの賭けに出る前に夜の闇を待つことを選び、小グループに分かれてそれぞれ次々と姿をくらました（トンネルの1つは散乱する瓦礫に埋もれた橋げたの下にあり、手ごろな隠れ場所を提供していた）。
しかしその後、フランス人義勇兵たちの潜伏場所に彼らと同じく身を隠そうとした国民突撃隊の老人数名がやってきた。老人たちは身を隠すのに手間取り、赤軍の斥候の注意を引きつけてしまった。「撃つな！　撃つな！」(Ne tirez pas ! Ne tirez pas !) と、赤軍兵に最初に捕まった武装親衛隊フランス人義勇兵が叫んだ。それから赤軍兵は周囲を捜索し、潜伏中のフランス人義勇兵の小グループを次々と発見した。
大隊長フネ、大隊副官フォン・ヴァレンロート、第2補佐ドゥールー と他数名のグループは枝編みの籠の背後に巧妙に隠れており、発見を免れた。彼らは戦友たちが赤軍兵に捕まっていく様子を口から心臓が飛び出る思いで目の当たりにした。その時、ロジェ・アルベール＝ブリュネSS義勇伍長がフネたちの隠れ場所に滑り込み、声をひそめて言った。「お前たちと一緒にいたい。まだ出て行く時じゃない！」
赤軍兵による捜索はなおも続き、フネたちは敵兵が近くを通る度に息を押し殺した。捕らえられた他のフランス人義勇兵たちは赤軍将校に人数を数えられた後、地上へ連行されていった。潜伏中のフネは腕時計を見た。潜伏開始から1時間が経過しただけであった。突然、さらに足音と声を響かせて赤軍兵が戻ってきた。今回はより綿密な捜索が行われたが、それにもかかわらず、またも敵はフネたちの隠れ場所の近くを通り過ぎていった。フネたちは狩りの獲物になった気分であったが、まだ希望を捨てていなかった。
しかし、フネにとっての終わりは唐突であった。赤軍兵は軍靴と銃床で隠れ場所の籠を破壊し、フネたちをすぐさま捕らえた。フネたちは所持品を調べられ、まず腕時計が奪われ、その次に武器が没収された。

#### 捕虜
1945年5月2日午後3時過ぎ、ベルリン・ミッテ区ポツダム広場の地下鉄駅構内でソビエト赤軍の捕虜となったフランスSS突撃大隊指揮官アンリ・フネSS義勇大尉のグループは、赤軍兵によって地下鉄駅から地上へ引きずり出された。
この時、戦争に勝利して浮かれ騒ぐ赤軍兵がベルリン市街の道という道に溢れかえっており、彼らは歌を歌い、アコーディオンを演奏し、集団単位で酒を飲んで酔っ払っていた。ある赤軍兵は捕虜となった武装親衛隊フランス人義勇兵のグループが傍を通り過ぎる際に、「ギートレル・カプート！」（Гитлер капут!：ヒトラーはくたばったぞ！）と野次を飛ばした。これに対し、グループ内で唯一のドイツ人ハンス＝ヨアヒム・フォン・ヴァレンロートSS中尉は苦笑いを浮かべつつ「ああ、ヒトラーはくたばった！」(Ja, Hitler kaputt!) と言い返した。
赤軍兵の中には、自分たちの捕虜となった武装親衛隊フランス人義勇兵に「シベリア送り」を約束したり、憎しみをあらわにして手持ちのライフルで捕虜を殺そうとしたりする者もいた。また、別の赤軍兵はアンリ・フネが負傷した足を引きずっている様を見て、戦友がこいつ（フネ）の頭を吹っ飛ばすのではなく、足しか痛めつけられなかったことを残念がった。
捕虜を移送する赤軍の護衛兵は、フネをはじめとする捕虜たちを進ませた。この時、フネの隣を進んでいた人物はロジェ・アルベール＝ブリュネSS義勇伍長であったが、酒に酔った赤軍兵の1人がアルベール＝ブリュネを腕で掴み、近くの家へ連れて行こうとした。これを見た護衛兵の1人が直ちに阻止し、アルベール＝ブリュネを捕虜の列に戻した。アルベール＝ブリュネはフネに対し「危機一髪でした」と言った。
しかし、酔った赤軍兵は再びやってきてアルベール＝ブリュネを掴んだ。そして拳銃を引き抜き、狙いを定めて「SS! SS!」と叫んだ。至近距離から撃たれ、こめかみに風穴を空けたアルベール＝ブリュネはフネの足下に崩れ落ちた。護衛兵は捕虜たちが足を止めることを許さず、捕虜を突き押して移動を続けさせた。
捕虜となったフネたちは「彼らの最後の希望」であり、今は赤軍兵による略奪を受けている総統官邸の傍を通り過ぎた。ティーアガルテンからブランデンブルク門にかけて赤軍戦車が戦勝パレードをしており、その車体後部の赤旗が灰色の空にはためいていた。

## 戦後

### フランスへの帰国〜裁判
ベルリン市街戦で足を負傷していたフネは、ソビエト赤軍の捕虜収容所に入って間もなくベルリン北部の病院へ送られた。
しかし数日後、退院して収容所に戻る途中にフネは脱走に成功した（驚くべきことに、あるロシア人の住民がフネに民間人の衣服を与えて脱走の手助けをした）。それからフネはベルリン南部においてフランス人の本国帰還グループに加わり、ノール県ヴァランシエンヌ (Valenciennes) 経由でフランスへ帰国した。
ところが、その際にフネは左腕に彫っていた血液型の刺青（SS隊員の特徴）を発見され、現地のフランス軍兵士によって逮捕された。フネを逮捕した兵士はフネに対し、「この文字は人殺しの、それも最も危険な人殺しの印だ」と言った。
1年後（1946年）、戦時中の対独協力者を対象とした裁判が行われ、フネは検察官から「君は自分でしたことを晦いているかね？」と尋ねられた。1940年5月〜6月、宿敵ドイツがフランスへ侵攻した際にフランス陸軍中尉としてドイツ軍と勇敢に戦って2度負傷し、フランスの軍事勲章を授与されたが、フランス敗戦から数年後に宿敵ドイツの武装親衛隊へ志願入隊して東部戦線でソビエト赤軍（共産主義の軍勢）と戦ったアンリ・フネは答えた。
この時のフネの所見によると、「陪審員のほとんどが共産党員であったが、かれらはわたしの答えに腹をたてはしなかったらしい」。そして、フネに言い渡された判決は死刑ではなく重労働（懲役）20年の刑であった。
懲役20年の判決を受けたアンリ・フネはピュイ＝ド＝ドーム県リオン (Riom) 、カルヴァドス県カーン (Caen) 、アンジュー地方シノン近郊のフォントヴロー (Fontevraud) などの刑務所で服役した。
しかし、1947年頃（西ヨーロッパ諸国においてソビエト連邦（共産主義の本丸）の脅威が明らかになりつつあった時期（冷戦の序盤））からフランス国内で徐々に恩赦が行われ始め、フネは1949年12月付で刑務所から釈放された。

### 釈放後
釈放から数年後の1952年、アンリ・フネは自動車関連部品を取り扱う小さな会社を設立し、引退するまで経営を続けた。
戦後のフネは、かつて武装親衛隊の外国人義勇兵として戦った者のために様々な活動を続けるスポークスマンとして、いくつかのドキュメンタリー番組やラジオ放送に登場し、各種インタビューに応じた。また、フネは1944年8月のガリツィアの戦いにおいて共闘した第18SS義勇装甲擲弾兵師団「ホルスト・ヴェッセル」と、第33SS所属武装擲弾兵師団「シャルルマーニュ」の前身の1つである第8フランスSS義勇突撃旅団第I大隊を記念して創設された合同戦友会「18/33戦友会」(Truppenkameradschaft 18/33) の一員 でもあった。
1982年10月、フネはドイツのザールルイで開かれた騎士鉄十字章受章者協会 (Ordensgemeinschaft der Ritterkreuzträger des Eisernen Kreuzes e.V.) の第27回目の会合に出席し、元武装親衛隊のフラマン人騎士鉄十字章受章者レミ・シュライネン (Remi Schrijnen) およびワロン人騎士鉄十字章受章者ジャック・ルロア (Jacques Leroy) と並んで1枚の写真に収められた。
晩年、アンリ・フネはアルツハイマー病を患い、2002年9月14日にパリで死去した（満83歳没）。フネの遺体は生まれ故郷アン県セーゼリアの墓地にある、1940年のフランスの戦いで戦死した兄弟の墓の隣に埋葬された。

## キャリア

### 党員・隊員番号
- ナチス党員番号 (NSDAP-Nr.)：無し（ナチ党員ではない）
  -  親衛隊隊員番号 (SS-Nr.)：無し（ 1943年10月18日、フランス人義勇兵として武装親衛隊へ志願入隊したフランス民兵団部隊長。元フランス陸軍中尉）

### 階級
フランス軍
- - 1940年　陸軍中尉 (Lieutenant)

　 武装親衛隊
- - 1943年10月18日〜1944年1月　不明（ゼンハイム親衛隊訓練施設時代）
  - 1944年1月〜3月　SS義勇曹長 (SS-Frw. Oberscharführer)（バート・テルツSS士官学校時代）[106]
  - 1944年3月10日　SS義勇少尉 (SS-Frw. Untersturmführer)
  - 1944年4月1日　SS義勇中尉 (SS-Frw. Obersturmführer)
  - 1945年3月1日※　SS義勇大尉 (SS-Frw. Hauptsturmführer) ※書類上の日付。実際に昇進式が行われた日付は1945年3月18日

### 勲章
フランス軍時代
- - 1940年　戦功十字章 (第二次世界大戦期フランス) (Croix de guerre 1939-1945)

　 武装親衛隊時代
- - 1944年9月21日　二級鉄十字章 (Eisernen Kreuzes II. Klasse)
  - 1944年9月21日　戦傷章黒章 (Verwundetenabzeichen in Schwarz)
  - 1945年3月6日　一級鉄十字章 (Eisernen Kreuzes I. Klasse)
  - 1945年4月29日　騎士鉄十字章 (Ritterkreuz des Eisernen Kreuzes)

## その他
- 身長172cm。髪の色と瞳の色は濃褐色で、血液型はO型[7]。
- カトリック教徒[7]。
- ガスマスクのサイズはII（中）[7]。
- 大きな眼鏡が特徴。